# ムガル帝国

ムガル帝国
ムガル朝
شاهان مغول（ペルシア語）
मुग़ल साम्राज्य（ヒンディー語）

ムガル帝国の最大版図

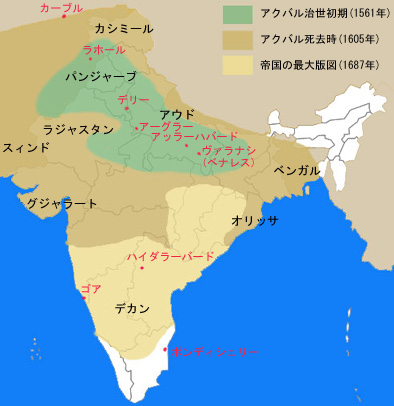
ムガル帝国の版図の変遷

ムガル帝国（ムガルていこく、ペルシア語: شاهان مغول、英語: Mughal Empire）は、南アジアの近世帝国である。約2世紀にわたって、西はインダス川流域、北西はアフガニスタン北部、北はカシミール地方、東は現在のアッサムやバングラデシュの高地、南はデカン高原の高地まで広がっていた。
1526年に現在のウズベキスタン出身でティムール朝の王族である戦士バーブルが、近隣のサファヴィー朝やオスマン帝国からの援助を受けて、第一次パーニーパットの戦いでデリー・スルターン朝のイブラーヒーム・ローディーを破り、上インドの平原を制圧して建国したと言われている。しかし、ムガル帝国の帝国構造は、バーブルの孫であるアクバルが支配した1600年までとされることもある。この帝国構造は、最後の主要皇帝アウラングゼーブが死去した直後の1720年まで続き 、その間に帝国の地理的範囲は最大となった。その後、特に東インド会社がインドを支配していた時代には、オールドデリー周辺に縮小されていたが、1857年のインド大反乱を機に、イギリス領インド帝国によって正式に解体された。
ムガル帝国は軍事的な戦いによって形成され、維持された  が、支配することになった文化や民族を強力に抑圧するのではなく、新しい行政手法を確立し、多様な支配エリートを取り込むことでバランスをとり 、より効率的で中央集権的かつ標準的な支配を実現した。帝国の総資産の基盤となったのは、第3代皇帝アクバルが制定した農業税であった 。農民の生産量の半分以上に相当するこの税金は、統制のとれた銀貨で支払われ、農民や職人がより大きな市場に参入するきっかけとなった。
17世紀の大半の期間、帝国が比較的平和を保っていたことも、インドの経済拡大の要因となった。インド洋でのヨーロッパの存在感が高まり、インドの生鮮品や完成品に対する需要が高まったことで、ムガル帝国の宮廷にはさらに大きな富がもたらされた。ムガル帝国のエリートたちの間では目立った消費が行われるようになり、特にシャー・ジャハーンの時代には、絵画、文学、織物、建築への庇護が拡大した。南アジアにあるムガール帝国のユネスコ世界遺産には、次のようなものがある。アーグラ城塞、ファテープル・シークリー、赤い城、フマーユーン廟、ラホール城、タージ・マハルは、「インドにおけるイスラム芸術の至宝であり、世界遺産の傑作のひとつである」と評されている。

## 呼称
王朝名の「ムガル」とは、モンゴルを意味するペルシア語の「ムグール」（モゴール; ペルシア語: مغول, ラテン文字転写: Mughūl）の短縮した読みであるムグル（Mughul）が、ムガル（Mughal）に転訛したものである。すなわち、「ムガル帝国」とは「モンゴル人の帝国」という意味の国名になるが、これはあくまでも他称である。
帝国の史書のいくつかには、自国の名としてヒンドゥスターンと記述されており、これが、当時の帝国の公式名に近いと考えられている。

## 歴史

### 前史

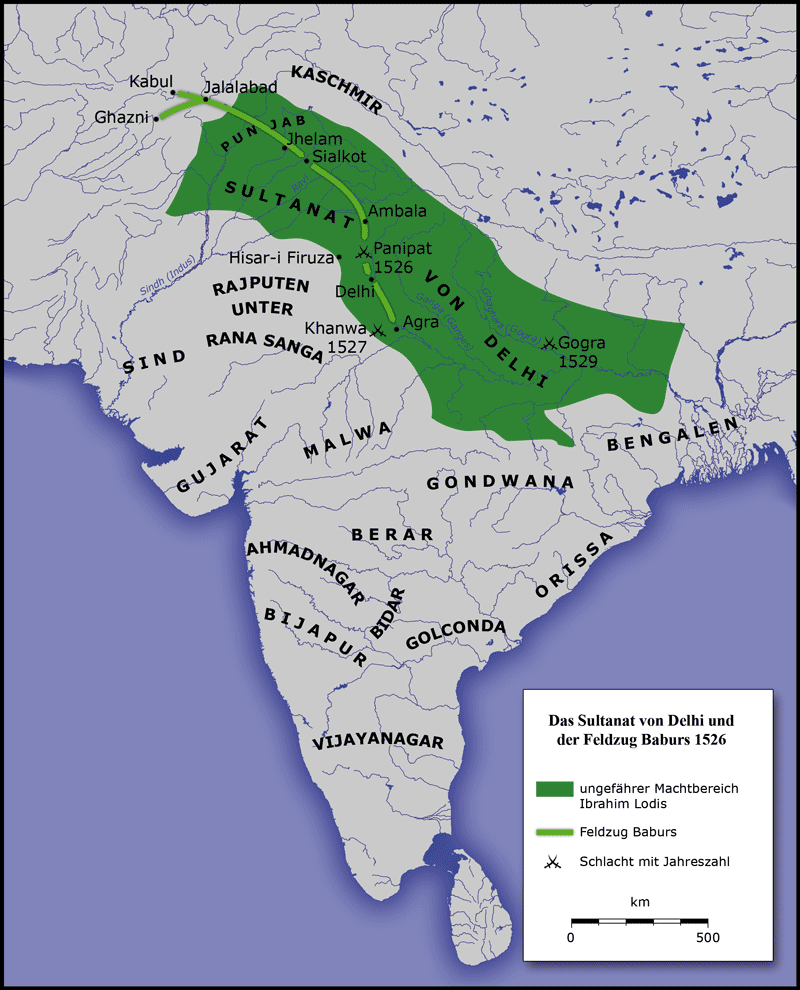
1526年のバーブルの侵攻ルート

1483年2月23日、ムガル帝国の創始者となるバーブルは、中央アジアのフェルガナに生まれた。父のウマル・シャイフはミーラーン・シャーの孫でもあるアブー・サイードの子で、ティムール朝の始祖ティムールの曾孫であった。よって、バーブル自身はティムールの玄孫であり、5代目の直系子孫に当たる。母はチンギス・カンの次男の家系であるチャガタイ・ウルスの君主ユーヌス・ハンの王女クトルグ・ニガール・ハーヌムである。
バーブルが誕生した当初、大帝国であったティムール朝はすっかり分裂し、サマルカンドとヘラートをはじめとして一族がしのぎを削っていた。1470年以降、ティムール朝はサマルカンド政権とヘラート政権に分かれていた。
1500年、ウズベク人の族長ムハンマド・シャイバーニー・ハンがサマルカンドを占領し、サマルカンド政権は滅亡した。彼はブハラ・ハン国を建国、シャイバーニー朝を創始した。同年にバーブルはシャイバーニー・ハンからサマルカンドを奪回したものの、翌1501年にはシャイバーニー・ハンに敗れ、タシュケントに逃れた。
1504年以降、バーブルはアフガニスタンのカーブルを占拠して拠点とし、1506年からスルターン・フサイン・バイカラの遺児バディー・ウッザマーンとムザッファル・フサインと協力してシャイバーニー朝に対抗した。だが、1507年にシャイバーニー・ハンはヘラート政権を滅ぼし、ティムール朝は滅亡した。
1508年、バーブルはそれまで他のティムール家の王子たちと同様に「バーブル・ミールザー」と呼ばれていたが、長男フマーユーンが誕生した同じ年に、自らを「バーブル・パードシャー」と名乗った。パードシャーとは「皇帝」を意味する語であり、これがのちの皇帝らの称号ともなった。
1510年、シャイバーニー・ハンはメルヴの戦いで、サファヴィー朝の君主イスマーイール1世に敗北して戦死した。これを見たバーブルはイスマーイール1世と組もうとした。
1511年、バーブルはイスマーイール1世の支援を受け、3度目のサマルカンド征服を敢行し、彼はブハラ・ハン国に侵入してサマルカンドを奪った。だが、バーブルのシーア派傾倒を嫌ったスンナ派のサマルカンド住民は早くも離反し、1512年にシャイバーニー・ハンの甥ウバイドゥッラー・ハンに敗れて追い出された。
同年秋にブハラ近郊でバーブルとサファヴィー朝との連合軍がウズベクに敗退してから、マーワラーアンナフル方面へ進出は難しくなった。また、1514年にイスマーイール1世はオスマン帝国の軍勢にチャルディラーンの戦いで大敗北を喫し、バーブルはこれ以降サファヴィー朝をあてにしなくなった。
これらの事情により、バーブルは中央アジアでの王朝樹立を、事実上あきらめなければならなかった。この後の数年間はカーブルを中心にアフガニスタン周辺の支配を固めつつ、インド方面への遠征を行うようになる。
その後、1517年、バーブルはサファヴィー朝のカンダハールを攻めたが失敗し、やがてローディー朝の支配する北インドに目をつけ、その地に新たな王朝の樹立を考えるようになった。実のところ、バーブルはカーブルを制圧したのち、インドを求める願望が日増しに強くなっていったのも事実であった。インドは中央アジアからすれば未開の地であったものの、北インドを支配していたローディー朝は1517年以降、 シカンダル・ローディーの死によって混乱しており、王朝の樹立には適した地域であった。
1519年、バーブルはついに家臣の反対を押し切って、探り目的で最初のインド遠征を敢行した。彼はハイバル峠を越えてペシャーワルからインダス川を渡ってパンジャーブ地方に侵入し、これ以降も探りを入れる目的から幾度かこの地域に遠征した。歴史家によって唱えられる遠征回数には差があるが、だいたい4回ほどとされている。また、バーブルはこの間にサファヴィー朝とも戦端を開き、1522年にサファヴィー朝からカンダハールを奪い、この地はムガル帝国成立後も両王朝の係争地となった。
翌1523年、ローディー朝の内部抗争から、パンジャーブ総督ダウラト・ハーン・ローディーがバーブルに、インドへ侵入し主君であるイブラーヒーム・ローディー打倒を進言してきた。また、アフガン系のローディー朝はインド内では反発があり、メーワール王国の君主サングラーム・シングもバーブルにインドに侵入するように進言した。
1524年にバーブルは再び軍を率いて侵攻し、ラホールを支配下に置き、1525年にはパンジャーブに進出して同地を占領下に置いた。

### 成立

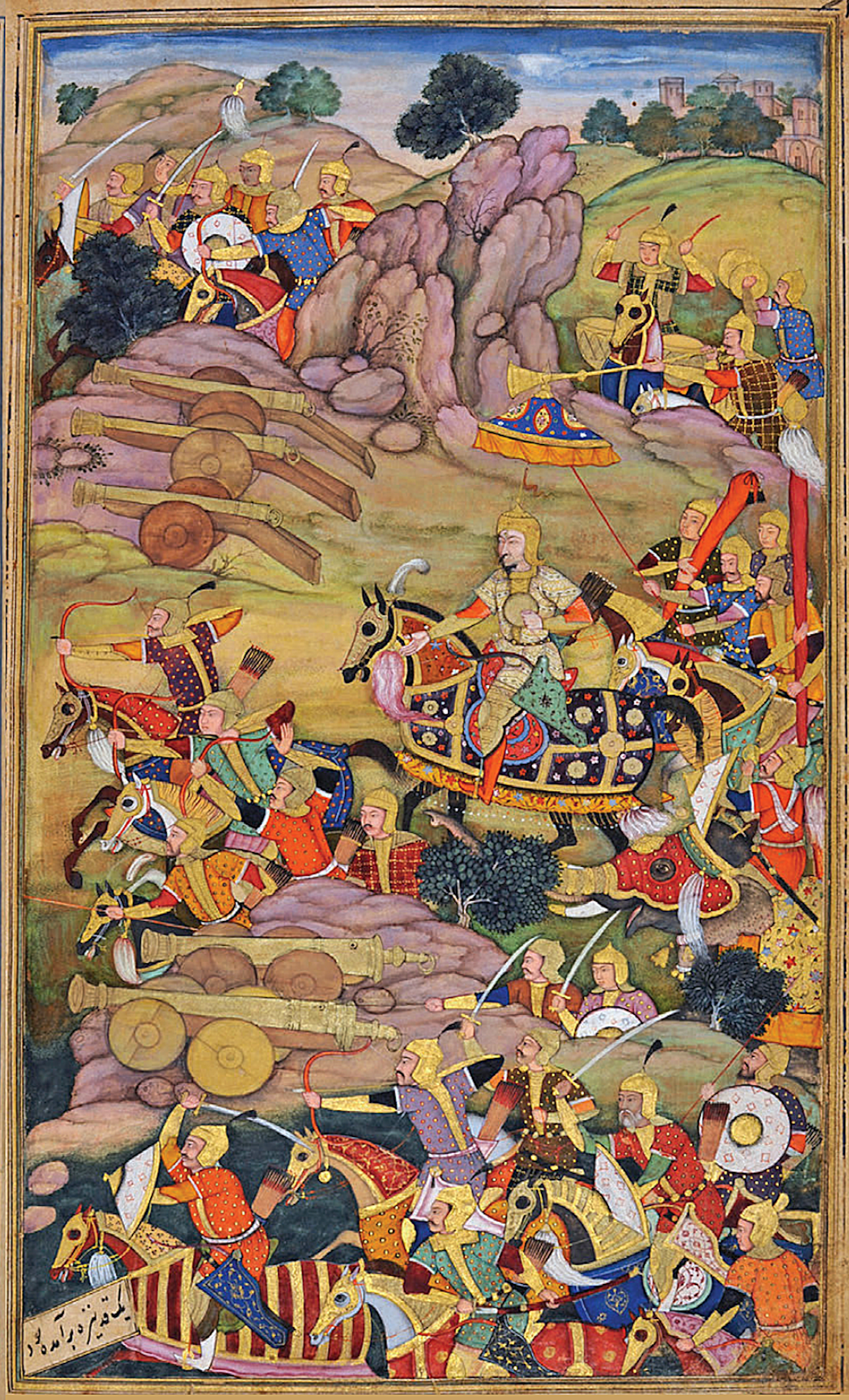
第一次パーニーパットの戦い

そして、1525年11月、バーブルは12,000の兵をもってインダス川を越えて北インドに侵入し、1526年4月にバーブルの軍はローディー朝の軍とデリー付近のパーニーパットで対峙した（第一次パーニーパットの戦い）。
同月21日、およそ一週間にわたる対峙ののち、両軍は刃を交えた。ローディー朝の君主イブラーヒーム・ローディーは10万以上の兵と象軍1,000とを擁していた。だが、バーブルは、圧倒的な兵力差を大砲などの火器を駆使してローディー朝の大軍を破り大勝し、この戦いでイブラーヒーム・ローディーを討ち、敵兵の死者はじつに1万6000人に及んだ。バーブルはのちに自伝『バーブル・ナーマ』で、自身のインド征服の業績についてこう語っている。
預言者（ムハンマド）の時代から、インド征服を成し遂げた者は余のほかに2人しかいない。ガズナ朝のマフムードとゴール朝のシハーブッディーン・ゴーリー（ムハンマド・ゴーリー）である。だが、余の功績はこの2人の功績とは比べものにならない。—バーブル、『バーブル・ナーマ』
この勝利により、ローディー朝とデリー・スルターン朝の歴史は終わりを告げ、ティムールの流れをくむ新王朝が樹立された。この王朝はバーブルがモンゴルの血を引いていたことから、ペルシア語でモンゴルを意味するムガールが訛って、ムガル帝国（ムガル朝）と呼ばれた。
その後、バーブルはこの勢いに乗って、ローディー朝の拠点であるデリーとアーグラをすぐさま占領してしまった。両都市には驚くべき量の金銀財宝があり、それを略奪から守ろうとしたのである。
同月27日、バーブルはデリーに入城し、デリーの大モスクにおける金曜礼拝を彼自身の名で唱えた。その数日後、彼はアーグラにあるイブラーヒーム・ローディーの居城に乗り込んだ。

### バーブルの統治
バーブルはムガル帝国を樹立したと言えど、その規模はまだ小さく、デリーとアーグラの周辺を支配しているにすぎなかった。だが、バーブルはインドが不慣れな征服地であっても、決してインドを離れようとすることはなかった。なぜなら、この地が中央アジアと比べて豊かであることを理解していたし、自分の王朝がインドを中心に展開することを理解していた。彼は自身の子孫がインドに広大な帝国を築き上げることを予測していたという。
また、1526年夏にはバーブルは大征服のあとの当然の慣習として、勝利を祝う形で財宝を息子や家臣に分配した。息子フマーユーンには勝利に大きく貢献したということで700万ルピーと宝物を貯蔵した蔵を与え、何人かの高官にはそれぞれ100万ルピーを与え、そのほか勝利に貢献した者たちには何かしらの褒賞を与えた。
ところが、バーブルは勝利に貢献したもののみならず、彼の家族、軍に随行した商人や一般人に対しても褒賞を与えだし、さらにはイラクにまであたる地域のすべての聖者に対し、金銀や奴隷を送った。この大盤振る舞いにより、アーグラにおけるバーブルの統治は非常に危うくなった。
そのうえ、インドに慣れない家臣たちが、バーブルに対して出ていくと言い始めるようになった。インドの気候は中央アジアとは違い、配下の兵士が次々に倒れ、死に至ることさえあった。
帰国しようとする者も大勢出てきたなか、バーブルはこの危機を脱するため、彼らを説得して引き留めようとした。その後、バーブルの家臣らは考え直し、帰国した者もいたがその人数は限られており、ともに戦う決意をしたものの方が多かったのである。
結局、バーブルは統治の面においては、ローディー朝から獲得した領土や財宝を家臣に分け与えたが、適切な徴税制度を定めることはしなかった。

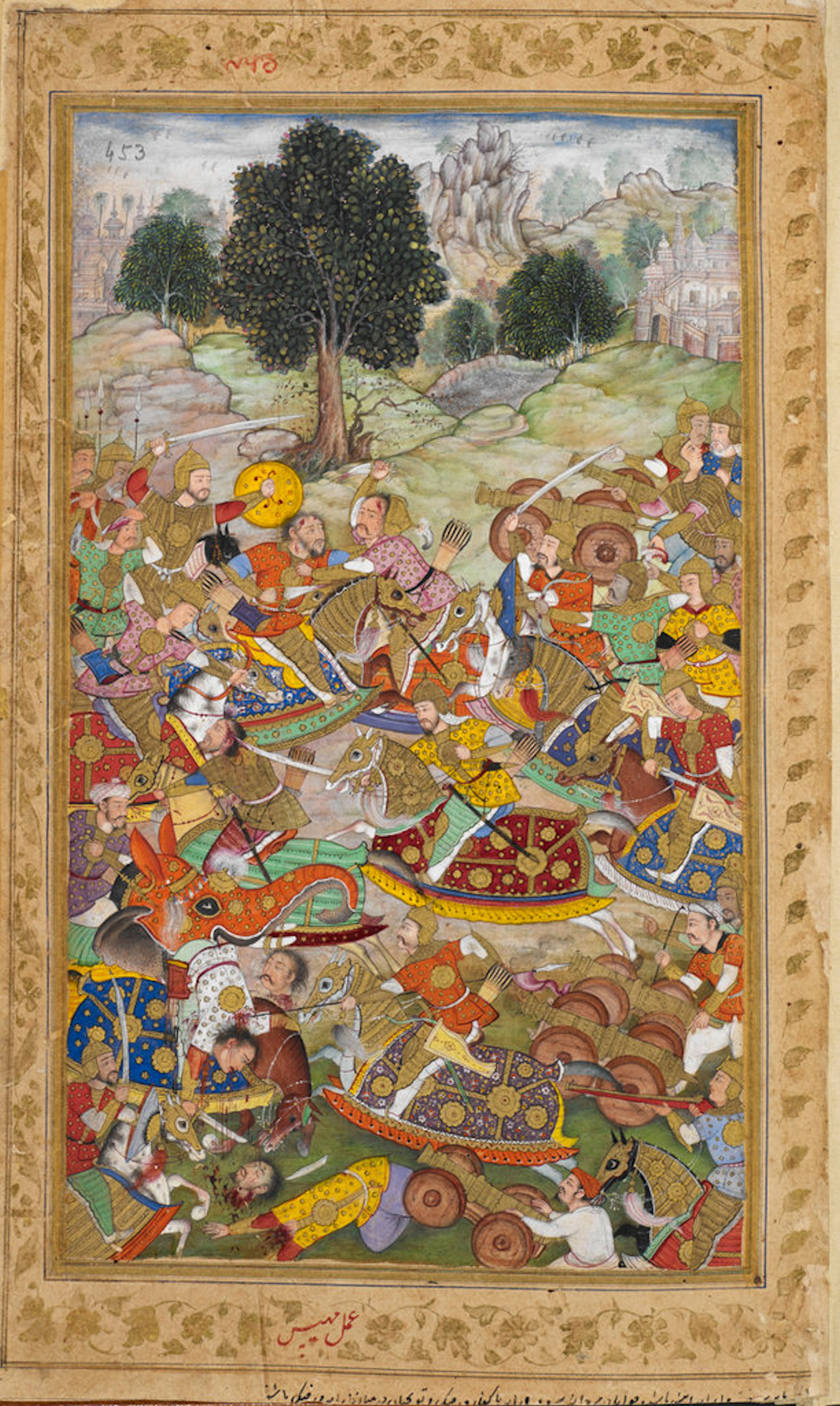
カーヌワーの戦い

一方、イブラーヒーム・ローディーの弟マフムード・ローディーは、ローディー朝の再興を目指してムガル帝国に抵抗し続け、ラージプートのメーワール王国の王サングラーム・シングと同盟するに至った。
メーワール王国はローディー朝と長きに渡り対立していたが、彼らが手を結んだのには理由があった。サングラーム・シングはバーブルがローディー朝を打倒したのち、彼の撤退後にその領土を奪取しようと計画していたが、居ついてしまったためにその計画がなし崩しになってしまったからであった。
そして、1527年3月17日、バーブルの軍とマフムード・ローディーとサングラーム・シングが率いるラージプート諸王の軍200,000が、アーグラの西カーヌワーで激突した（カーヌワーの戦い）。
だが、バーブルはパーニーパットの戦いと同様に火器を駆使し、連合軍の圧倒的な戦力を覆して勝利を得、敵兵の多くを討ち取った。サングラーム・シングも重傷を負い、大軍勢は散り散りになって逃げ去った。戦いののち、バーブルは敵兵らの首を積み上げ、「聖戦の勝利者」を意味するガーズィーの称号を受けた。しかし、マフムード・ローディーは戦場から逃げ、ビハール東部で再び軍を招集し、連合軍を結成した。
こうして、1529年5月6日、バーブルの軍とマフムード・ローディー、ベンガル王国の王ナーシルッディーン・ヌスラト・シャー、アフガン系スール族の族長シェール・ハーンなどの連合軍が、ビハールのガーグラー川で激突した（ガーグラー川の戦い）。バーブルは敵兵を大勢討ち、この戦いに勝利したが、マフムード・ローディーを討つことはできず、再び逃げられてしまった。

### 一時滅亡と再興

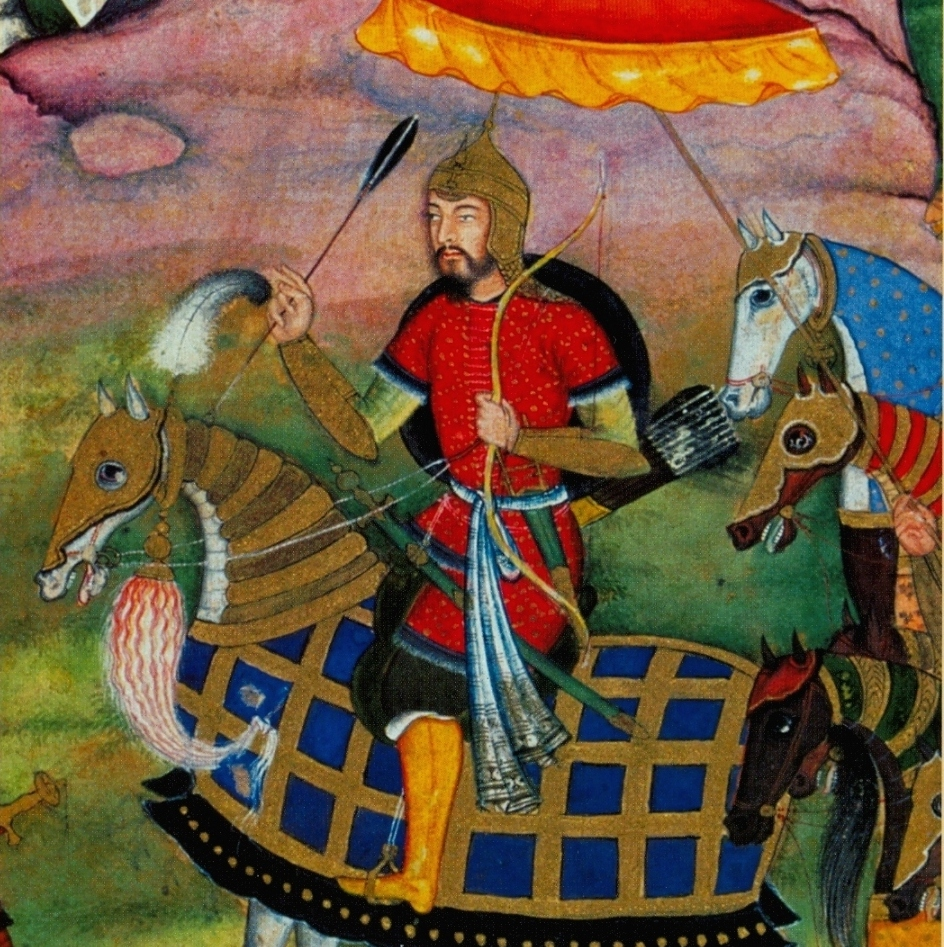
行軍するフマーユーン（『バーブル・ナーマ』より

1530年12月、初代皇帝バーブルは死亡し、新たに長男のフマーユーンが皇帝となった。父が死去したとき、フマーユーンは極めて不安定な地位にあった。帝国の領土はカーブルとカンダハールを含み、ヒンドゥークシュ山脈を越えてバダフシャーンをも緩く支配していたが、フマーユーンの領土はジャウンプルからデリー、パンジャーブとインド北部の限られた地域のみしか支配力が及ばなかった。これはフマーユーンの3人の親族にも帝国の統治が委ねられていたからで、弟のカームラーン、ヒンダール、アスカリーらは広大な領土を任されており、彼はフマーユーンに対して表面上は忠誠を誓いながらも皇位を狙っていた。
そのうえ、バーブルが滅ぼした弟であるマフムード・ローディーらのアフガン勢力が王朝再興を目指して行動していた。インド南西でもグジャラート・スルターン朝の君主バハードゥル・シャーはラージプート諸王を破り、アーグラへと着実に進軍していた。
1531年7月、フマーユーンはラクナウ郊外でマフムード・ローディーの軍に勝利した。これにより、ローディー朝再興の望みは断ち切られた。
1535年、フマーユーンはグジャラート・スルターン朝の君主バハードゥル・シャーを破り、カンベイまで追撃し、バハードゥル・シャーはディーウに逃げた。彼はグジャラートとマールワーを制圧し、帝国の版図を倍増させた。この2つの州は豊かな州であり、加えてグジャラートのチャーンパーネールとマールワーのマーンドゥーには多額の財宝があり、それらが全てフマーユーンのものとなった。
だが、ローディー朝と同じアフガン系スール族の族長シェール・ハーンが台頭し、ムガル朝に敵対するアフガン人らの盟主となってしまったため、1537年にフマーユーンは彼を攻めるために東方に進軍した。シェール・ハーンはバハードゥル・シャーの多額の資金援助のもと、1,200頭の象を含む大軍を擁し、ジャウンプルとヴァーラーナシーからベンガルにかけて強力な同盟勢力を築き上げた。
そのため、1537年にフマーユーンは彼を攻めるために東方に進軍した。1539年6月26日、フマーユーンはシェール・ハーンの軍勢にチャウサーで大敗北を喫し、甚大な損害を受けた。フマーユーンはアーグラへと逃げ延びたが、諸弟らもフマーユーンに離反し、窮地に追いやられた。その後、シェール・ハーンはシェール・シャーとして即位し、スール朝を創始した。
1540年5月17日、フマーユーンはシェール・シャーの軍勢とアーグラとラクナウの間にあるカナウジで再び激突した。
この戦いにはヒンダールとアスカリーも参加し、兵の数はスール朝を上回っていたが、帝国軍が結果的に大敗した。フマーユーンは辛くも逃げ延びたが、軍の大部分はガンジス川で溺れ死に、以後は長く苦しい亡命生活に身を置いた。これにより、帝国は一時滅亡した。
カンダハールとカーブルはカームラーンのものとなっていたため、フマーユーンは自身の領土をすべて喪失した。フマーユーンはシンド地方を放浪した末、イランのサファヴィー朝のもとに逃れ、その君主タフマースプ1世の支援を受けた。
二人の関係は良好であった。ただし、フマーユーンはスンナ派だったため、シーア派だったタフマースブ1世は支援の条件としてフマーユーンがシーア派に帰依すること、シーア派をインドの国教にすること、インド奪還の際にカンダハールを割譲する条件を出し、フマーユーンはこれを受け入れた。
スール朝は強盛であったが、1545年5月にシェールはカーリンジャルで不慮の事故死を遂げた。跡を継いだシェール・シャーの息子のイスラーム・シャーは父ほどの器が無く、スール朝の支配に陰りが見えてきた。
フマーユーンはこのような状況を見て、ペルシア兵を主力とした軍勢を以てインド方面へと帰還し、兄弟らに宣戦した。フマーユーンは以後の9年間、アフガニスタン東部の覇権をめぐって弟らと戦い、弟たちの支配するカンダハール、カーブルを相次いで奪還した。
1554年、スール朝ではイスラーム・シャーが死亡すると、その一族の間で内紛が発生した。フマーユーンはこの機に乗じてインドへと戻り、12月30日にはインダス川を渡った。彼はスール朝を滅ぼして、1555年7月23日にデリーの王座を取り戻した。

### アクバルの治世

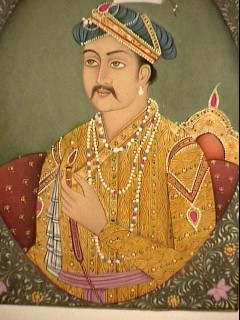
アクバル

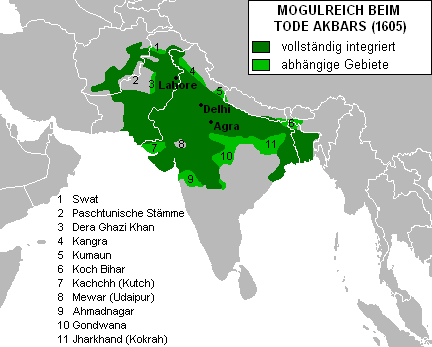
アクバル時代のムガル帝国

1556年1月27日、フマーユーンは事故が原因でデリーにて死亡し、息子のアクバルが皇帝となった。帝国が真に復興を成し遂げるのは子のアクバルの治世である。アクバルは13歳という若さだったため、インド奪還で功のあったバイラム・ハーンが摂政として統治した。
だが、アクバルの治世初期は不安定そのもので、スール朝の3人の王ムハンマド・アーディル・シャー、イブラーヒーム・シャー、シカンダル・シャーは健在であった。だが、スール朝のヒンドゥー武将ヘームーは彼ら3人よりもさらに危険な存在で、フマーユーン死後すぐ、ヘームーは混乱に乗じて挙兵し、デリーとアーグラを占領した。このため、1556年11月5日に第二次パーニーパットの戦いでヘームーを打ち破り、デリーとアーグラを取り戻した。
その後、アクバルが自身の地位や統治に責任を持つようになると、バイラム・ハーンとの対立が鮮明になった。彼はまたバイラム・ハーンを「バーバー・ハーン」（父なるハーン）と呼びつつも、皇帝を凌ぐ権力を持つ彼を内心では恐れ、その掣肘を煩わしく思うようになっていた。そして、1560年3月にバイラム・ハーンを追放し、アクバルは自ら親政を始めた。
アクバルはその権力基盤を強化するため、多様な社会階層からの人材抜擢とその方針の徹底を図った。そのため、アクバルの政府にはシーア派のペルシア人、アラブ人、現地ヒンドゥスターンで生まれ育ったムスリム、ラージプート、バラモン層、あるいは、マラーターまでが参画していた。また、ラージプートなどヒンドゥーの在地勢力を自らの支配層に取り組むために、彼らが所有する領地からの収入を認めるとともに、ラージプート出身の女性を妻とした。だが、メーワール王国の君主ウダイ・シング2世は服従せず、1572年に彼が死ぬと息子プラタープ・シングが争いを継続し、王国はアクバルの死まで服従しなかった。
また、アクバルはイスラーム以外の宗教に対しても寛容であったことが知られ、1564年にムスリム以外に課せられるジズヤの廃止も行った。帝都ファテープル・シークリーには、バラモン、ヨーガの行者、ジャイナ教徒、イエズス会士（彼らはゴアに滞在していたポルトガル人である）、ゾロアスター教徒が集まり、議論をさせることを好んだ。さらに、サンスクリットで著述されていたインドにおける二大叙事詩『マハーバーラタ』、『ラーマーヤナ』をペルシア語に翻訳させている。
アクバルは行政改革をも実施した。イスラーム王朝の性格が強いムガル帝国であるが、帝国初期の行政機構は、農業に基盤を置いていた近代のほかのアジアにおける諸帝国との共通点が多い。一つが貴族制を導入したことである。貴族は「マンサブ」と呼ばれる位階が授与された。その位階は10の単位で表示され、貴族にはその数だけの騎兵を皇帝のために準備することが義務化された（マンサブダーリー制）。
さらに、文官と武官の区別が明確化され、相互にチェックできる仕組みができあがり、彼らには一定の「ジャーギール」と呼ばれる一定の土地の徴税権が割り当てられたが、定期的にジャーギールは、別の地域が割り当てられるようにすることで、彼らが地方で拠点を確保して帝国に反抗することを阻止した。
アクバルの治世、帝国の領土は大きく広がり、東はベンガル、南はデカン高原まで進出して北インドのほとんど全域を平定した。アクバルの他宗教への寛容性と完成された官僚制は、彼の息子や孫の治世に引き継がれた。

### ジャハーンギールの治世

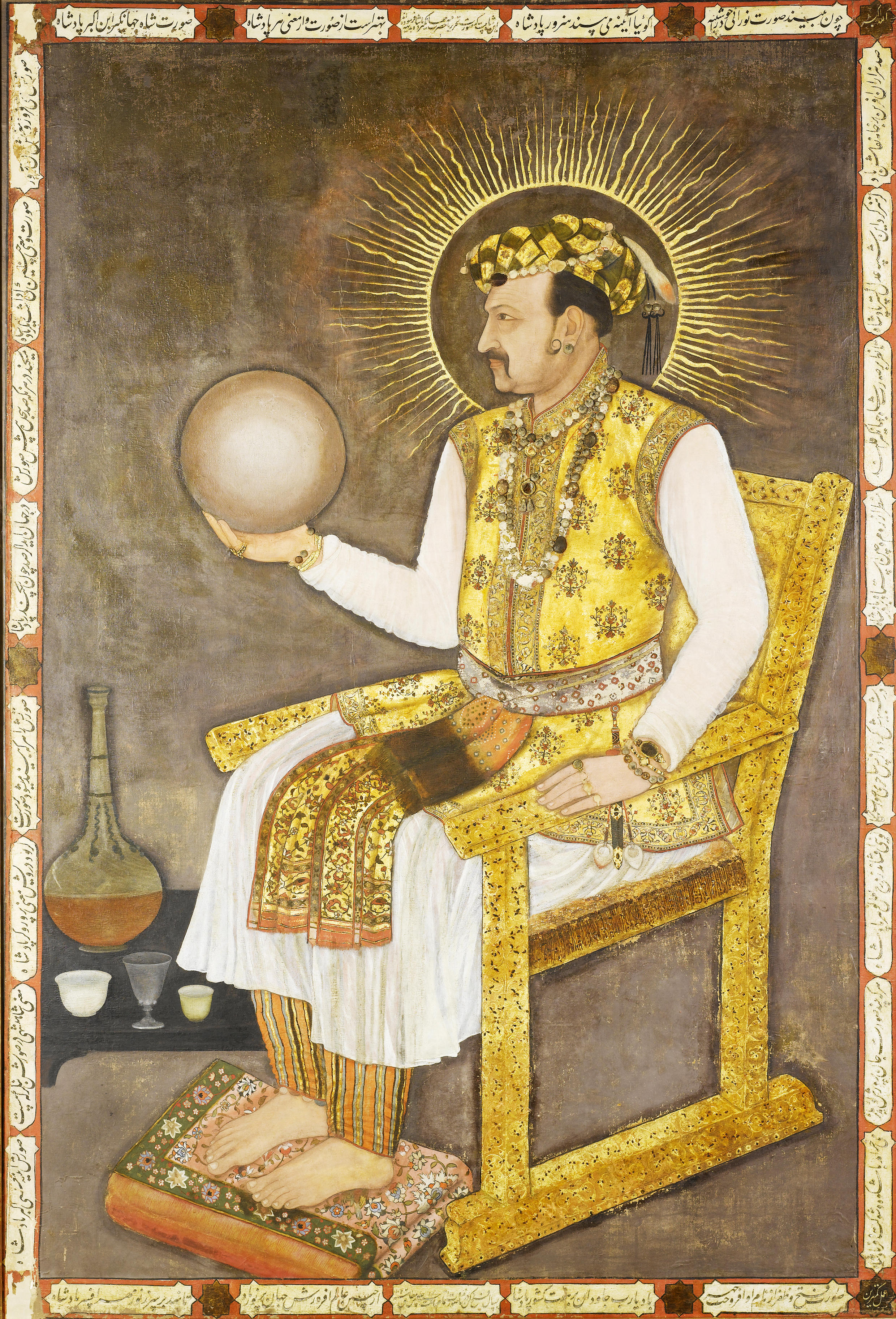
ジャハーンギール

1605年10月、アクバルが死亡すると、息子のジャハーンギールが帝位を継承した。だが、領土の拡大に関しては、各方面で一進一退を繰り返した。
ジャハーンギールは服属しないメーワール王国に対して、即位後すぐに軍勢を派遣し、その後も何度か派遣した。プラタープ・シングの死後、闘争は息子アマル・シングによって続けられていたが、遠征軍との戦いに疲弊し、1614年2月になってようやく帝国に服属した。これにより、ラージャスターン全域が帝国の支配下に入った。
他方、デカン方面ではアフマドナガル王国の武将マリク・アンバルの激しい抵抗にあった。マリク・アンバルは戦力の分散していた帝国軍に攻撃を仕掛け、アフマドナガルやベラールといったアクバルがアフマドナガル王国から征服した領土のほとんどを奪還した。また、1621年にはサファヴィー朝によって、アフガニスタンの要衝カンダハールが奪取された。そのため、領土では少々喪失が見られた。
内政ではペルシア人の活躍が見られた。宰相イティマード・ウッダウラもその一人で、
娘ヌール・ジャハーンを皇帝の妃にするなど、帝室と姻戚関係を持った。ジャハーンギールが1610年頃から病気の発作で倒れるようになると、政権はイティマード・ウッダウラやヌール・ジャハーン、その弟アーサフ・ハーンに握られていった。
ジャハーンギールが病気に倒れると、四人の皇子が帝位をめぐり争い、宮廷の貴族らもこれに加わった。そのさなか、1627年10月にジャハーンギールは死亡した。

### シャー・ジャハーンの治世、最盛期

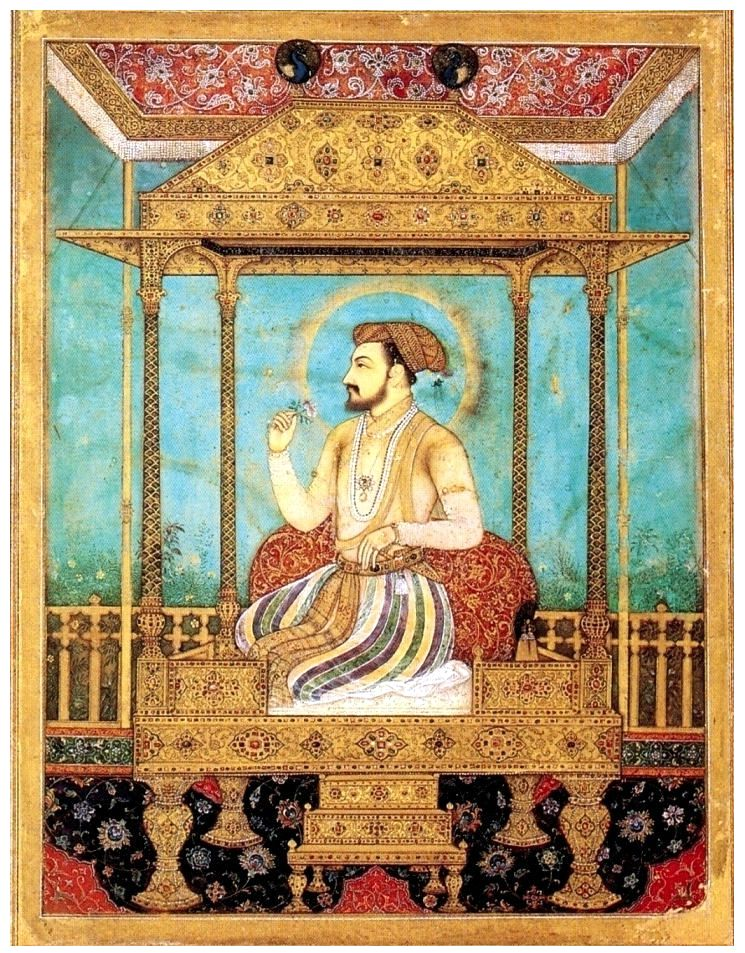
孔雀の玉座に座るシャー・ジャハーン

1628年1月、フッラムが後継者争いを制し、2月に皇帝として即位した。彼は「世界の皇帝」を意味する「シャー・ジャハーン」を名乗った。その治世は帝国の最盛期であった。
シャー・ジャハーンは領土の拡大に成功し、1636年にアフマドナガル王国を打倒・併合し、デカン地方で領土を拡大した。同年5月にはビジャープル王国とゴールコンダ王国に帝国の宗主権を認めさせ、皇帝の名を刻んだ硬貨を鋳造し使用させ、金曜礼拝も皇帝の名で唱えさせることにも成功している。
だが、デカン高原での前進と比べて、アフガニスタン問題は大きな問題を抱えていた。カンダハールの再攻略に成功したものの、1649年にムガル帝国による中央アジア遠征の間隙を縫って、サファヴィー朝が再度、カンダハールを攻略した。このことにより、サファヴィー朝と衝突してムガル・サファヴィー戦争を起こしたが、カンダハールを獲得することができず、この地は永遠に失われた。
シャー・ジャハーンの時代はインド・イスラーム文化の最盛期であり、美術や建築などの華が咲いた。シャー・ジャハーンは妃ムムターズ・マハルの墓廟であるタージ・マハルの建造者としても有名な人物である。また、7年の歳月をかけて孔雀の玉座を作成し、王座の表面にはダイヤモンド、ルビー、サファイア、エメラルドなどの宝石が惜しみなく使われていた。当時、ヨーロッパから訪れた旅行者はシャー・ジャハーンを「壮麗王」（the Magnificent）として称えた。
1657年9月、シャー・ジャハーンは重病に倒れた。皇帝は長男ダーラー・シコーを後継者としていたが、次男のベンガル太守シャー・シュジャー、三男のデカン太守アウラングゼーブ、四男のグジャラート太守ムラード・バフシュはこれを認めておらず、継承戦争が始まった。
結局、1658年に勝利したアウラングゼーブが皇位を継承し、シャー・ジャハーンはアーグラ城のタージ・マハルの見える部屋に幽閉された。

### アウラングゼーブの治世、最大領土

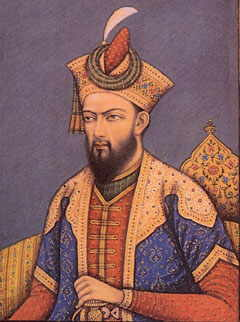
アウラングゼーブ

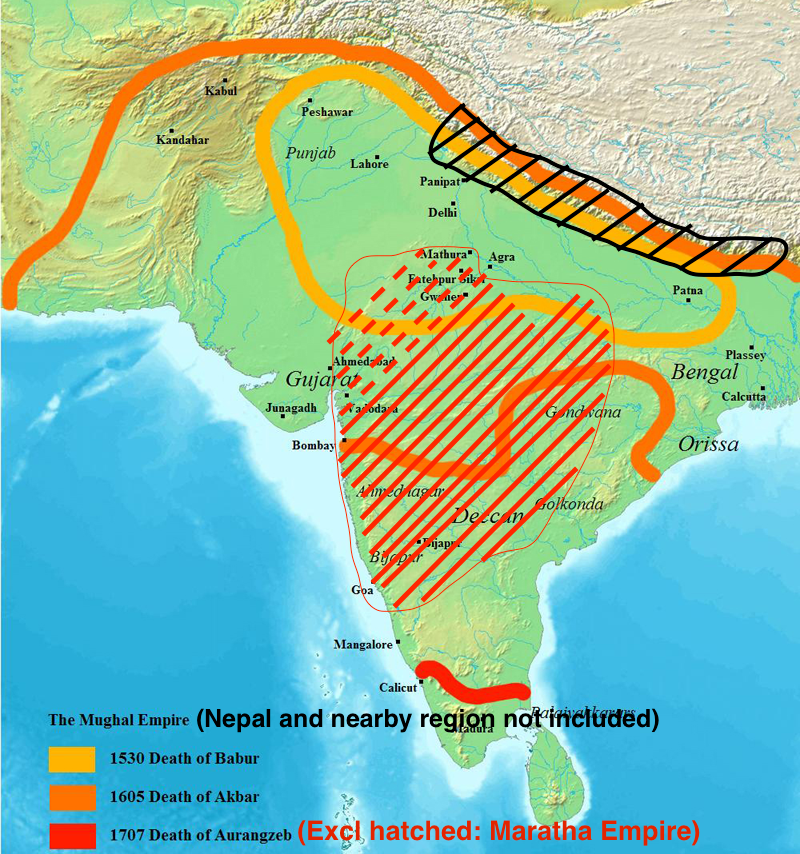
帝国の最大版図（1707年、アウラングゼーブ死亡時、ネパールと周辺地域を除外）

シャー・ジャハーン幽閉後、アウラングゼーブが帝位を継承した。彼は即位すると、直ちにほかの兄弟の討伐にかかり、ことごとく抹殺している。
アウラングゼーブの治世は実に49年の長きに渡り、その治世の前半は、曾祖父アクバル以来の繁栄が続いた。アウラングゼーブは若年より厳格なスンナ派の信者であった。曾祖父アクバルから受け継がれてきた宗教融和を否定し、シャリーア（イスラーム法）による統治を行った。彼は帝国の宗教政策を変え、ヒンドゥーなど異教徒の寺院を破壊したばかりか、1679年にはジズヤを復活した。
そのため、ヒンドゥーの復興を掲げるマラーターの指導者シヴァージーがデカンに進出し、ゲリラ戦を展開、帝国領にたびたび襲撃をかけてくるなど、アウラングゼーブを苦しめた。そして、1674年にシヴァージーはマラーター王国を創始し、1680年に死ぬまで王座にあった。また、アクバル以来臣従してきたラージプートも離反し、一部が反乱を起こすなど、帝国に分裂の兆しが見え始めてきた。
1681年以降、アウラングゼーブはマラーター王サンバージー打倒のため、デカン高原方面への遠征（デカン戦争）に繰り出した。アウラングゼーブはサンバージーと4年以上にわたり戦ったが、その決着はつかなかった。そのため、1686年にはビジャープル王国を、1687年にはゴールコンダ王国をそれぞれ滅ぼした。
1689年2月、アウラングゼーブはマラーター王サンバージーを破り、捕らえたのち処刑した。さらに王国の拠点ラーイガドを落とし、シャーフーを捕虜にした。そのため、危機に陥ったマラーター王国はサンバージーの弟ラージャーラームを擁し、南インドのシェンジへと逃げた。こうして、マラーター勢力を南に追いやり、デカンや南インド方面へのさらなる領域拡大は、アウラングゼーブの時代に達成された。
だが、1690年後半になると、マラーター勢力がゲリラ戦で反撃を行うようになり、帝国各地を略奪するようになった。また、アウラングゼーブが帝都デリーに戻らずに治世の後半をデカン戦争に費やしたことによって、帝国の重心はアウランガーバードを中心としたデカンに移り、デリーを中心とする北インドと分断されてしまった。
すでに、1680年代にはアーグラ周辺のジャート族が重税に抗議して反乱を起こすようになり、デリーとデカンをつなぐ公道を旅する旅人や商人の隊列を略奪するようになった。1691年以降、ジャート族はチューラーマンに率いられて反乱を起こし、アーグラの西のバラトプルを拠点に半独立の政権を持つようになった。
また、1690年代にはベンガルでも深刻な反乱が起こり、反乱勢力は最大時には歩兵60,000人、騎兵10,000人で各地を荒らし、ベンガルの農作物がデカンに届かないという事態に陥った。アウラングゼーブはこれを解消するため、孫のアズィーム・ウッシャーンとその補佐ムルシド・クリー・ハーンをベンガルに送り、1698年にこの反乱を鎮圧したが、ベンガルは長く続いた反乱のため疲弊した。
アウラングゼーブはデカン地方でマラーターに応戦し続けたが、1707年3月3日にアフマドナガルで死亡した。その後、5月に帝国軍はデカンからの全面撤退を決め、同時にムガル帝国の宮廷にいたサンバージーの王子シャーフーを釈放した。シャーフーはマラーター王国の首都サーターラーに向けて進軍し、シヴァージー2世（ラージャーラームの息子）の母ターラー・バーイーが対決姿勢で応じたために内乱となったが、彼はバラモンであるバーラージー・ヴィシュヴァナートの助力により、翌年にマラーター王となった。
アウラングゼーブはその死までに、南端部を除くインド亜大陸にまたがる帝国の最大領土を実現した。だが、強勢を誇ったムガル帝国もアウラングゼーブが死ぬと、帝国の没落、繁栄を支えた政治、軍事的構造の崩壊が起こった。

### バハードゥル・シャー1世の治世

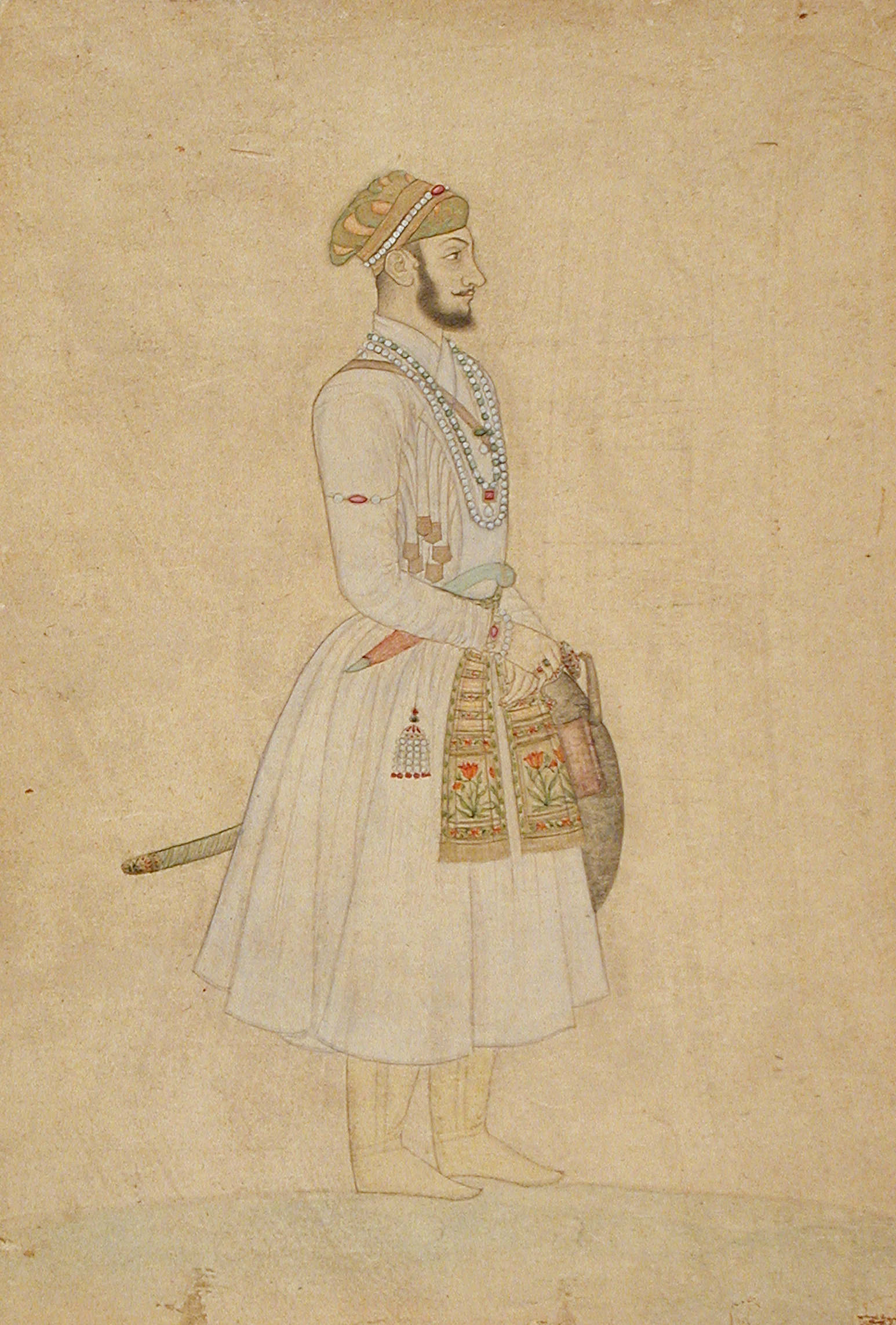
バハードゥル・シャー1世

アウラングゼーブの死後、息子のバハードゥル・シャー1世が二人の兄弟アーザムとカーム・バフシュを打倒し、帝位を継承した。即位したときには既に64歳と老齢であった。彼に対して、シク教徒のリーダーであったバンダー・バハードゥルが挑戦した。
シク教徒は数世紀にわたり、イスラーム政権と影響しあいながら形成された勢力であった。アクバルの時代にシク教団はその保護を獲得し、アムリトサルを拠点に事実上の自治国を建設した。その後、シク教団は世俗的権力の獲得に乗り出す。だが、アウラングゼーブの時代の指導者であるゴービンド・シングはムガル帝国を利用し、さらにはその支配に抵抗を試みた。しかし、アウラングゼーブの治世の末期に、ムガル帝国軍と戦い、敗北してしまう。
バンダー・バハードゥルは、パンジャーブ地方の豪族を味方に、ムガル帝国と戦闘状態に入った。シク教徒の反乱自体は、1715年にバハードゥルの処刑によって終了した。この後、シク教徒が治めていた地域は小規模の国家群に分裂したが、19世紀にランジート・シングによってシク王国が形成された。
さらに、アウラングゼーブの死後、ムガル帝国の領土では各地で反乱が頻発し、マラーターが勢いを取り戻してデカンや北インド方面の各地を略奪していた。また、父の治世から反乱を起こしていたジャート族も、アーグラ付近のバラトプルで反乱を継続し、ムガル帝国の根幹を脅かすようになった。
1712年2月、バハードゥル・シャー1世はそうしたなか死亡した。反乱軍との戦いは帝国に巨額の出費を強い、デカン戦争以来ずっと悪化していた財政をさらに圧迫し、1707年の段階で1億3000万ルピーあった帝国の国庫はその治世に底をついた。

### サイイド兄弟の横暴
バハードゥル・シャー1世の死後、4人の息子が帝位をめぐって争った。当初、次男でベンガル太守のアズィーム・ウッシャーンが有力候補であったが、数か月の争いの末に帝位を継承したのは長男のジャハーンダール・シャーであった。
ジャハーンダール・シャーが皇帝になれたのは、当時もっとも有力だった貴族ズルフィカール・ハーンが味方したおかげだった。だが、ジャハーンダール・シャーは臣下の貴族の信頼を失い、翌年2月にアズィーム・ウッシャーンの息子ファッルフシヤルに敗れ、殺害された。
ファッルフシヤルは帝位継承に際してサイイド兄弟の協力を得ており、兄のアブドッゥラー・ハーンには宰相と財務大臣を、弟のフサイン・アリー・ハーンには軍務大臣（軍総司令官）の地位を与えた。だが、ファッルフシヤルはサイイド兄弟と対立し、1718年にサイイド兄弟によって廃位・幽閉され、のちに殺害された。
ファッルフシヤルの廃位後、バハードゥル・シャー1世の孫にあたるラフィー・ウッダラジャートとラフィー・ウッダウラの兄弟が相次いで擁立されたが、間もなく彼らも殺害された。このように帝位はサイイド兄弟の思うがままにされ、彼らは事実上のキング・メーカーであった。

### 崩壊する帝国

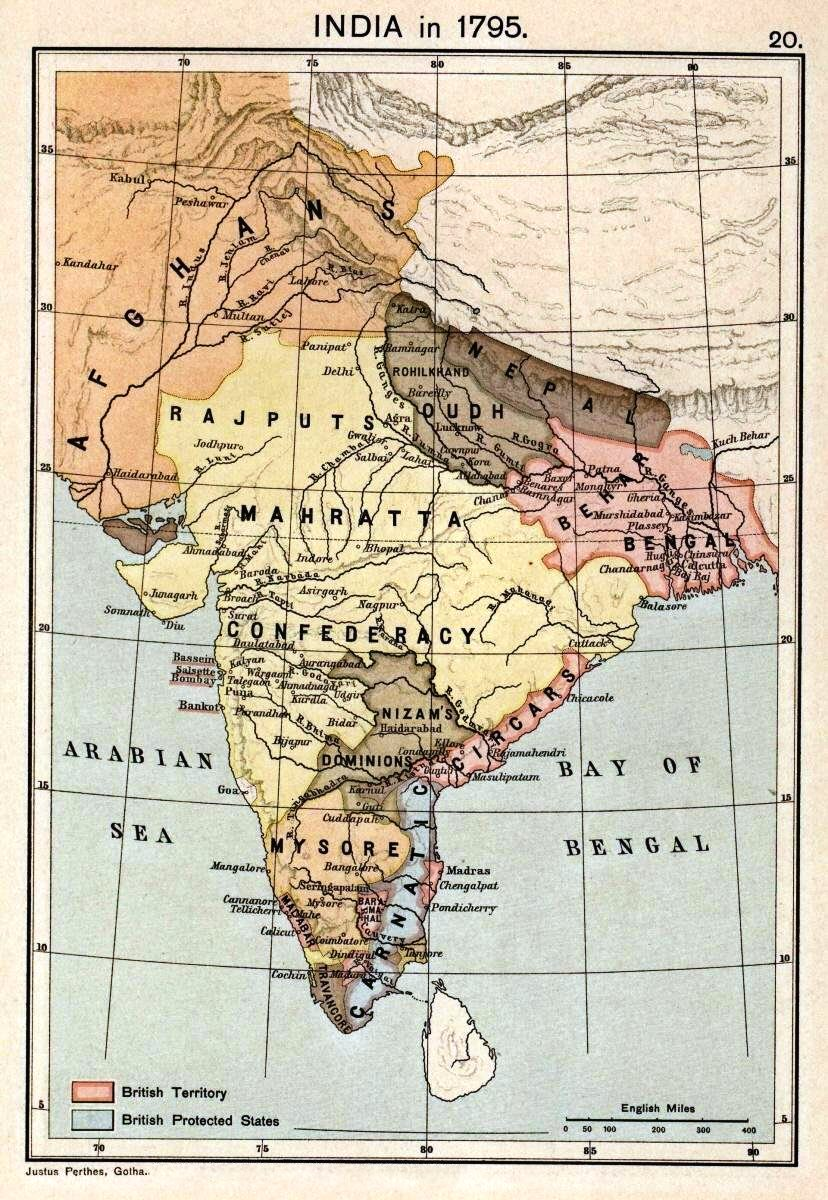
崩壊したムガル帝国（1795年）

ラフィー・ウッダウラの殺害後、同じバハードゥル・シャー1世の孫ムハンマド・シャーがサイイド兄弟によって帝位につけられた。
ムハンマド・シャーはサイイド兄弟が国政を牛耳る状況を快く思わず、1720年にトルコ系やイラン系の貴族と協力し、フサイン・アリー・ハーンを暗殺、アブドゥッラー・ハーンもハサンプルの戦いで打ち破った。かくして、サイイド兄弟を取り除いたムハンマド・シャーであるが、彼は間もなく堕落して後宮で淫蕩に耽るようになった。これには協力した貴族らも失望させられた。
1724年10月、宰相カマルッディーン・ハーンが職を辞して、デカンのハイダラーバードに下野し、帝国から独立した。帝国はこれを阻止するために軍を差し向けたが、シャカル・ケーダーの戦いで打ち破られた。これにより、ハイダラーバード地方を中心にニザーム王国が形成された。
同様のことは、ほかの地方の地方長官にも見られた。地方長官（太守）はもともと、帝国から行政官に任命された者だが、帝国の衰退により面従腹背の姿勢を見せる、ナワーブと呼ばれるようになった地方長官が出始めた。彼らは徐々に、ムガル帝国に納税をしなくなり、徴収した税金は私用するようになった。1720年代にはアワド太守、ベンガル太守など肥沃な地方の長官らが独立し、そしてそのまま地方王朝が建国されていった。
ムガル帝国はこれらの地方の実質的独立になす術が無く、帝国から次々と重要な州が離れたことで帝国の領土と歳入は大きく削減され、事実上ムガル帝国の解体を意味した。
これにより、帝国は各地の独立政権が名目上の皇帝として仰ぐ単なる名目的主権国家となった。
また、ラージプートといった帝国内の小君主が離反し、新興のザミーンダールも台頭した。前者の領土は地理的に険阻あって、多くの君主が難攻不落の要塞を建設していた。後者は地方を拠点とする豪族・部族の長であり、耕作農民を支配していた帝国の徴税請負人である。17世紀のインドは経済的には繁栄の時代であり、この時代において、ザミーンダールは富の蓄積を行っていた。
これらに乗じて、マラーター王国も急速に勢力を拡大してきた。マラーター王国は宰相バージー・ラーオの代になると、ニザーム王国を下したのち、北インド方面へと進出しはじめた。彼は諸侯らに宰相に忠誠を誓わせ、征服した土地の領有を認めた、いわゆるマラーター同盟を形成した。
そして、1737年3月にバージー・ラーオ率いるマラーター軍に帝都デリーを攻撃された（デリーの戦い）。帝都は陥落を免れたが、軍は大敗しその周辺を略奪された。もはや、アウラングゼーブの死後30年でムガル帝国のマラーターに対する優位は完全に逆転していた。
こうしたインド内だけの問題ではなく、イラン方面からも強敵が迫ってきた。 18世紀になるとサファヴィー朝は完全に衰退し、混乱に乗じて軍人出身のナーディル・シャーが1736年にアフシャール朝を創始し、サファヴィー朝のアッバース3世は廃位された。
1738年以降、ナーディル・シャーはムガル帝国領に侵攻し、カーブルなどアフガニスタン地方を制圧した（ナーディル・シャーのムガル帝国侵攻）。ムガル帝国は皇帝自らが軍を率いてこれを迎撃したが、貴族らにまとまりがなく、1739年2月に帝国軍はアフシャール朝の軍勢に大敗を喫して、ムハンマド・シャー自らが出向いて講和した（カルナールの戦い）。
同年3月20日、ナーディル・シャーは軍とともにデリーへ入城し、デリーを占領した。だが、これに不服だったデリーの住人はムハンマド・シャーの意に反して、21日にイラン軍に反撃に出始め、ナーディル・シャーは軍に市民を皆殺しにするよう命じ、虐殺や略奪などといった蹂躙を受けて甚大な打撃を蒙った。このとき、多くの財宝とともに、かの有名なシャー・ジャハーンの「孔雀の玉座」も奪われた。結局、5月にイラン軍はデリーから撤退したものの、帝国はインダス川以西の地域の割譲を強いられた。
ナーディル・シャーによる侵攻は帝国に止めの一撃を与えた。これにより、ムガル帝国の権威は地に落ち、以降帝国はさまざまな勢力の脅威にさらされることとなった。

### 政権の抗争・アフガニスタンの侵攻

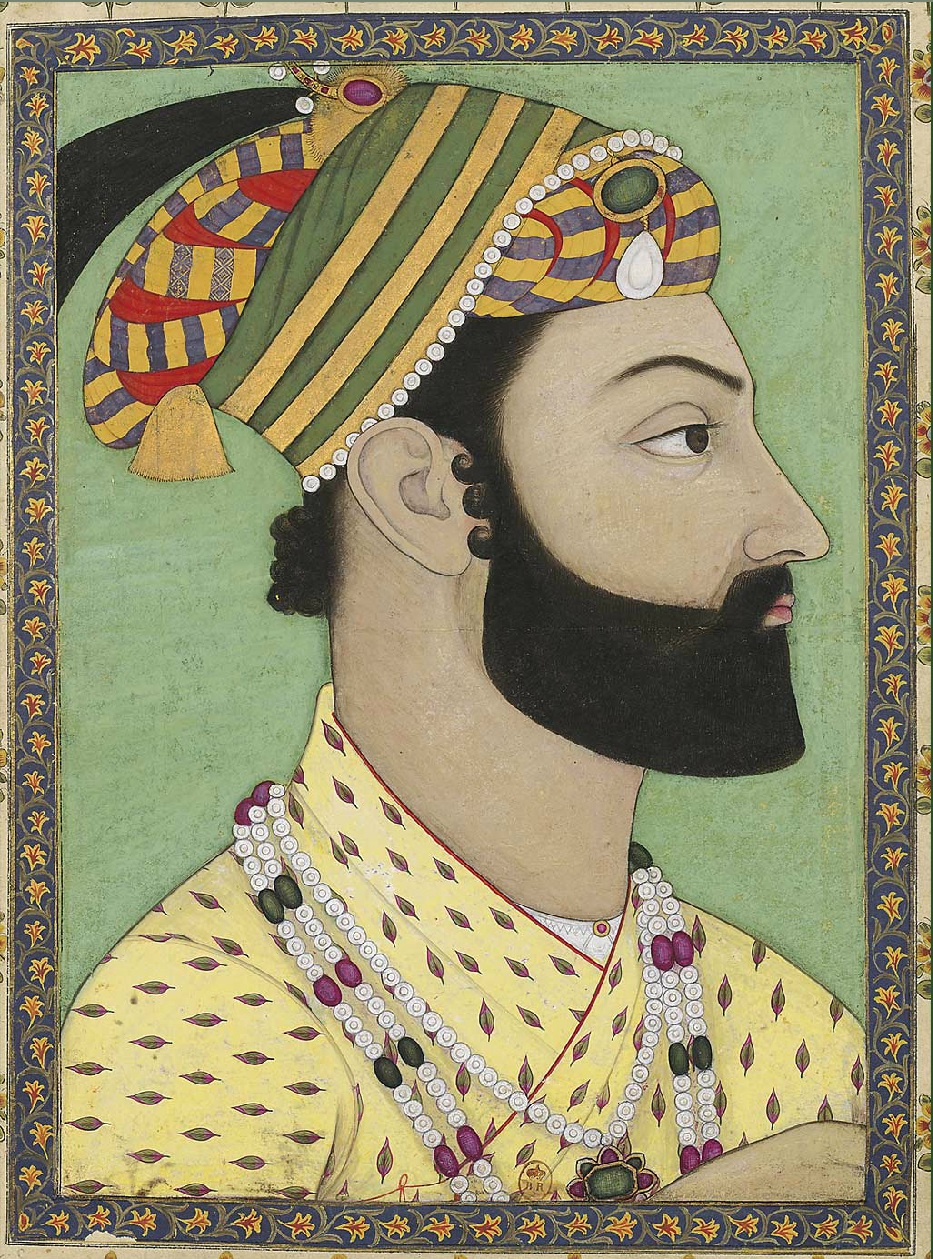
アフマド・シャー・ドゥッラーニー

1747年6月、ナーディル・シャーは暗殺され、そのイランとアフガニスタンにまたがる広大な領土は分裂状態に陥った。10月、アフガニスタンはドゥッラーニー朝を創始したアフマド・シャー・ドゥッラーニーの支配するところとなった。インダス川以西の地域を喪失したムガル帝国の北西方面における守りは薄くなっており、防衛の生命線はすでに失われていた。
1747年12月、アフマド・シャー・ドゥッラーニーは首都カンダハールを出発し、翌1748年初頭にはインド北西部へと侵入し、ラホールを奪った。ムガル帝国はこの危機に対し、アワド太守サフダル・ジャングの援軍を借りて、同年3月11日にデリー近郊マヌープルでアフガン軍に勝利を収めた（マヌープルの戦い）。
こうした情勢の中、1748年4月26日、皇帝ムハンマド・シャーは帝都デリーで死亡した。その後、ムハンマド・シャーの息子のアフマド・シャーが帝位を継承した。
ムハンマド・シャーの死後、皇帝アフマド・シャーはアワド太守サフダル・ジャングを帝国の宰相（ワズィール）に任じ、アーサフ・ジャーの息子ガーズィー・ウッディーン・ハーン（フィールーズ・ジャング2世）を軍務大臣（ミール・バフシー）に任命するなど、順調な出だしを歩んだ。しかし、実際はナワーブ・ジャウド・ハーンという宦官が政治の主導権を握り、アフマド・シャーも彼を信用しきっていた。
そうしたなか、1751年12月、アフガン王アフマド・シャー・ドゥッラーニーが北西インドに侵攻し、1752年に帝国はパンジャーブ地方とカシミール地方を奪われた。このようにアフガン軍が侵攻するなか、1750年代サフダル・ジャングを中心とするイラン系貴族と、軍務大臣ガーズィー・ウッディーン・ハーンやナワーブ・ジャウド・ハーンのトルコ系貴族の争いが起こっていた。
1752年8月、サフダル・ジャングはナワーブ・ジャウド・ハーンを暗殺した。また、同年10月にはニザーム王国へと戻ったガーズィー・ウッディーン・ハーンも暗殺され自滅するなど、サフダル・ジャングに有利な状況となった。
だが、ガーズィー・ウッディーン・ハーンの息子ガーズィー・ウッディーン・ハーン（フィールーズ・ジャング3世）は父の官職を引き継ぎ、サフダル・ジャングに対抗した。サフダル・ジャングはトルコ系貴族との争いに敗れ、1753年5月13日に宰相職を辞して帝都デリーからアワドに引き上げた。
その後、サフダル・ジャングの後継者である宰相と軍務大臣ガーズィー・ウッディーン・ハーンとの間に権力争いが起こった。また、宮廷ではアフガン勢力の侵攻に対抗するためにマラーターと組もうとする声も上がっていた。ガーズィー・ウッディーン・ハーンはマラーターのシンディア家、ホールカル家と接近して手を結び、これに勝利した。
同年6月、ガーズィー・ウッディーンはアフマド・シャーに宰相位を要求したが断られたため、アフマド・シャーの目を盲目し、廃位した。その後、ジャハーンダール・シャーの年老いた息子アーラムギール2世を皇帝とした。
一方、宰相となったガーズィー・ウッディーン・ハーンは皇帝を意のままに操れるようになり、事実上政治の実権を掌握した。だが、ガーズィー・ウッディーン・ハーンには軍に支払う金を調達する能力はなく、彼が実権を得る為に協力したマラーターのシンディア家、ホールカル家にも報酬を払えず、マラーターは協定違反としてデリー近郊を略奪した。
宰相ガーズィー・ウッディーンはこの状況を打開するため、1756年に軍を動員し、ローヒラー族の支配していたパンジャーブのラホールを奪った。しかし、ローヒラー族の族長ナジーブ・ハーンは、アフガン王アフマド・シャー・ドゥッラーニーと常に連絡を取り合えるようにしており、ガーズィー・ウッディーン・ハーンの軍事行動は挑発以外の何でもなかった。
同年12月、アフマド・シャー・ドゥッラーニーはラホールを奪い返し、翌1757年1月にムガル帝国の首都デリーを占領した。デリーはアフガン軍により略奪され、その近郊アーグラやヒンドゥー教の聖地マトゥラーやヴリンダーヴァンでも同様に略奪が行われた。デリーでは徹底した虐殺が行われ、ほかの占領された都市でも同様に虐殺が行われた。
1759年11月29日、アーラムギール2世は宰相ガーズィー・ウッディーンに殺害され、宰相は代わりにシャー・ジャハーン3世を擁立した。アーラムギール2世暗殺の報は、12月にはその息子アリー・ガウハールのもとにも伝わり、同月24日に彼は帝位を宣し、シャー・アーラム2世となった。
一方、宰相ガーズィー・ウッディーン・ハーンはアーラムギール2世の殺害後、傀儡の皇帝シャー・ジャハーン3世を擁して権力を恣にしていた。アフガン王アフマド・シャー・ドゥッラーニーはすでに侵攻のさなかにあり、3月にこれに呼応する形でマラーター王国もデリーに向けて遠征軍をだした。
そして、1760年10月10日にシャー・ジャハーン3世は退位させられ、ガーズィー・ウッディーン・ハーンは失脚した。そして、シャー・アーラム2世がベンガル、ビハールで遠征をおこなっていたとき、1761年1月14日にマラーター同盟の大軍とアフマド・シャー・ドゥッラーニーのアフガン軍が激突した（第三次パーニーパットの戦い）。
アフマド・シャー・ドゥッラーニーはマラーター同盟に大勝したものの、本国で反乱が起きたため帰国しなければならなかった。とはいえ、インド最大の勢力だったマラーター同盟の結束は崩れ、のちにイギリスがマラーター同盟の内紛に介入するようになり、三次にわたるマラーター戦争を招くこととなった。
なお、同年3月、アフマド・シャー・ドゥッラーニーはカンダハールへと帰還する際、シャー・アーラム2世を帝国の皇帝として追認した。

### 東インド会社

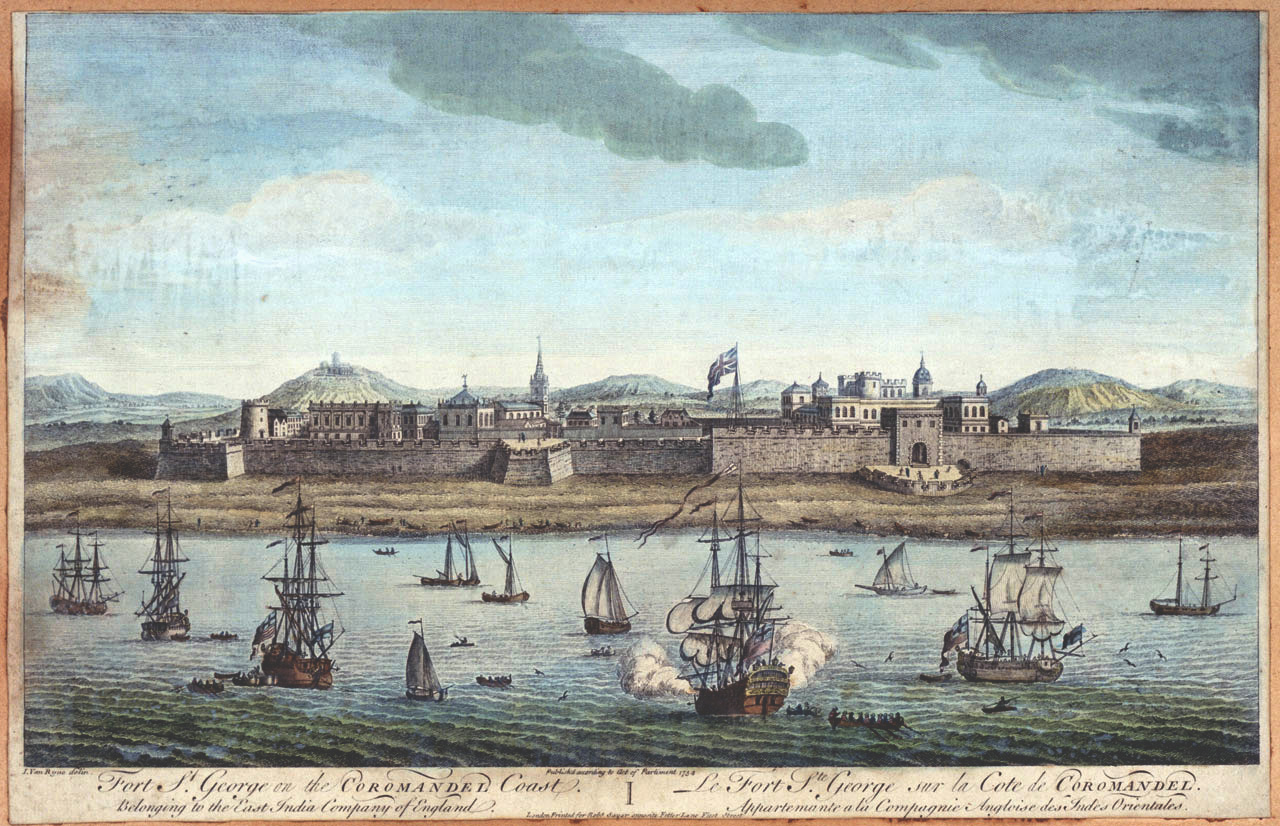
チェンナイのセント・ジョージ要塞（1754年出版）

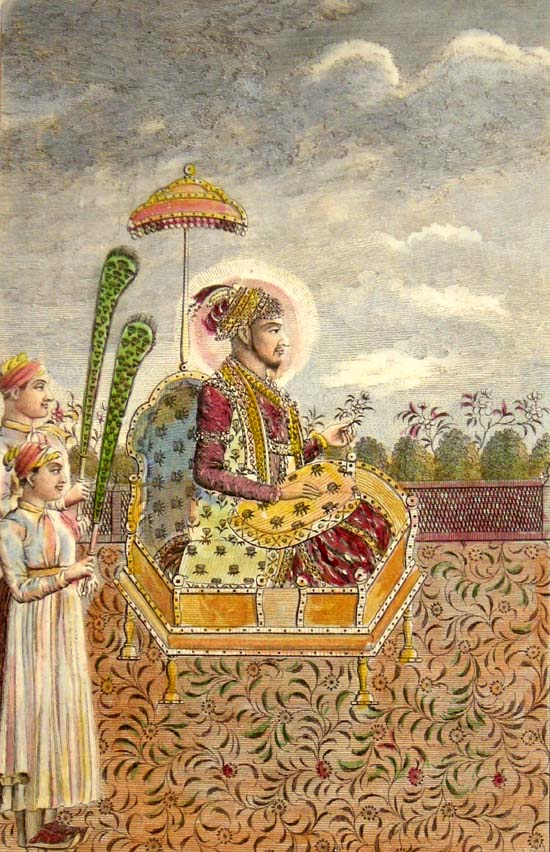
シャー・アーラム2世

1600年、イギリスは東インド会社を設立し、インド亜大陸に最初に商船団を派遣したのは、1608年のことで、西北インドの港スーラトに派遣したこの時、ジャハーンギールから有利な条件で貿易を行う許可を獲得した。
1639年には、チェンナイの領主からこの地を買収し、東インド会社は要塞の建設が認められると同時に、イギリス東インド会社のこの地においての貿易において、関税は免除されると同時に、他の会社が貿易行った場合には、イギリス東インド会社にその会社に課せられる関税の半分が支払われるという条件で、マドラスと改称してインド貿易の橋頭堡を築いた。
また、18世紀後半までにプラッシーの戦い、カーナティック戦争で、イギリス勢力は南インドとベンガル地方に浸透していた。だが、18世紀後半に即位した皇帝シャー・アーラム2世はイギリスの支配に抵抗した唯一の君主であり、帝権の回復を狙った。
1761年以降、シャー・アーラム2世はアワド太守やベンガル太守と結んで、1764年10月23日にイギリスに戦いを挑んだが敗北した（ブクサールの戦い）。そのため、1765年8月にシャー・アーラム2世はアラーハーバード条約を締結し、イギリスにベンガル、ビハール、オリッサ三州のディーワーニー（収租権）を授けなければならず、これによりこの三州は事実上イギリスの領有するところになった。ディーワーニーとは、皇帝よりディーワーンと呼ばれる各州の財務長官に与えられる職務・権限を意味し、その権限は主に税の徴税・支出を含むものであった。
シャー・アーラム2世はその後、イギリスの保護のもとアラーハーバードで年金受給者として暮らしていた。だが、1765年にデリーの宮廷で混乱が発生すると、シャー・アーラム2世はイギリスにデリー帰還を求めたが、その助力はあてにならなかった。
そうしたなか、1769年末以降からマラーターが北インド一帯のアフガン勢力を制圧し、1771年2月10日にシンディア家の当主マハーダージー・シンディアがその過程でデリーを占領した。そのため、同年にシャー・アーラム2世はデリー付近に勢力を持つマハーダージー・シンディアと協定を結んだ。この結果、1772年1月にシャー・アーラム2世はデリーへと帰還を果たした。
シャー・アーラム2世がデリーへ帰還したのち、軍総司令官ミールザー・ナジャフ・ハーンという人物が台頭した。この人物はかつてイランを支配したサファヴィー朝の末裔でもあった。そして、1782年4月にミールザー・ナジャフ・ハーンが死ぬまでに、ムガル帝国の権威はパンジャーブのサトレジ川からアーグラの南の密林に至る地域、ガンジス川からラージャスターンのジャイプル王国に至るまで回復を果たしていた。
ミールザー・ナジャフ・ハーンの死後、その副官4人がその地位を引き継ごうとして争い、ムガル帝国の国力はふたたび衰退した。その後、同年に第一次マラーター戦争が終結したことにより、マハーダージー・シンディアもこの争いに介入し、ミールザー・ナジャフ・ハーンの副官4人の争いを制圧し、ムガル帝国の情勢を安定化させた。
そして、シャー・アーラム2世はマハーダージー・シンディアの功績を認め、1784年12月4日にムガル帝国の摂政と軍総司令官に命じ、マハーダージー・シンディアは事実上北インドの支配者となった。ただし、この地位は莫大な貢納と引き換えに与えられたものである。だが、マハーダージー・シンディアがヒンドゥー教徒であるにもかかわらず、帝国の摂政と軍総司令官なったことは、宮廷のイスラーム教徒の怒りと不満を買った。
マハーダージー・シンディアは勢力拡大のために軍事活動を続けたが、1787年7月にラージャスターンのラールソートでラージプートの連合軍に敗北を喫した（ラールソートの戦い ）。彼はその責任を追及されて権力が弱まり、ヒンドゥー教徒が摂政であることに対して憤慨していたイスラーム教徒がその排斥に集結することとなって、デリーから撤退した。
その後、1788年7月にローヒラー族の族長グラーム・カーディル・ハーンがその隙を狙ってデリーを占領、シャー・アーラム2世ら帝室の人々に暴行を加える事件が発生した。だが、グラーム・カーディルが食糧不足からデリーを離れると、再びマハーダージー・シンディアが舞い戻って、追撃をかけて殺害し、略奪された財宝は返却された。
1790年9月9日、マハーダージー・シンディアは皇帝シャー・アーラム2世に王国宰相マーダヴ・ラーオ・ナーラーヤンを皇帝代理人に任じさせ、自分が北インドにおける王国宰相の代理であることに認めさせた。
このように、帝国は常に北インドの有力者に左右され続け、マラーターの勢力下でなんとか存続することができた。

### イギリスの保護下にて

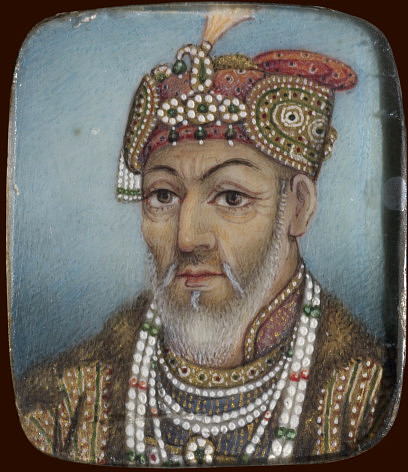
アクバル2世

1794年2月12日にマハーダージー・シンディアは死亡し、ムガル帝国は大いなる庇護者を失った。マハーダージー・シンディアの死後、親族のダウラト・ラーオ・シンディアが後を継いだが、この頃からシンディア家はしだいに弱体化していった。
他方、イギリスが1799年にマイソール戦争でマイソール王国に勝利したのち、内紛の多かったマラーター同盟に介入するようになった。そして、1802年12月にバージー・ラーオ2世はマラーター諸侯に対抗するため、イギリス東インド会社と軍事保護条約（バセイン条約）を結び領土の一部を割譲し、シンディア家、ホールカル家、ボーンスレー家といった諸侯との対立が深まった。
そして、1803年8月8日にイギリス東インド会社との間に第二次マラーター戦争が勃発した。無論、ムガル帝国もシンディア家の保護下にあったため、第二次マラーター戦争に巻き込まれ、同年9月11日にイギリス東インド会社軍がデリー市内でシンディア家の軍と交戦した（デリーの戦い）。両軍はデリー城下で激しく争ったが、決着は1日でつき、シンディア家は死傷者3,000人を出して敗北し、ムガル帝国はイギリスの保護下に入った。
その後、1805年5月23日にムガル帝国とイギリスとの間に条約が結ばれ、デリー周辺の地域の税収入と月額9万ルピーが支払われることとなった。
1806年11月10日、シャー・アーラム2世は死亡し、息子のアクバル2世が帝位を継承した。アクバル2世の治世に入ると、ムガル帝国はもはやすっかり崩壊し、デリーとその周辺を支配するのみの小勢力となっていた。
しかし、ムガル帝国の名目的主権は守られ、帝国は藩王国としては扱われず、帝国の君主も藩王より上の皇帝として扱われた。アクバル2世の治世、首都デリーはイギリスの管理下に置かれたことで人口が集積し、商業取引の中心地となり繁栄につつまれた。
また、デリーでは年に何度か皇帝主催の大きな祝祭が開かれ、皇帝や皇子、宰相や大臣、イギリス人らが象に乗り、そのあとに楽士や歩兵、騎兵が続き、賑やかな行列が町をねり歩いた。
他方、イギリスは第三次マラーター戦争、二次にわたるシク戦争の戦争で帝国分裂後の地方政権に勝利し、従順なものは保護国（藩王国）化するなど、イギリスはインドの植民地化を急速に進めていった。

### インド大反乱と滅亡

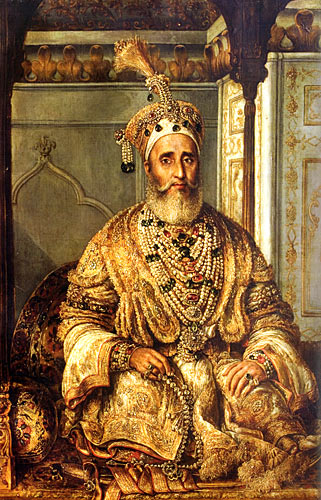
バハードゥル・シャー2世

1837年9月28日、アクバル2世は帝都デリーで死亡し、息子のバハードゥル・シャー2世が新たな皇帝となった。このとき、皇帝は62歳であった。
一方、ムガル帝国を保護しつつインドを侵略していたイギリスは、そのインド植民地化が最終局面を迎えようとしていた。1845年から1849年にかけて行われた2次にわたるシク戦争で、イギリスはシク教徒のシク王国に勝利し、パンジャーブなど北西インドを併合して、全インドの植民地化を完成した。
ムガル帝国も例外ではなく、1854年にイギリスのインド総督ダルハウジー侯爵ジェイムズ・ラムゼイはバハードゥル・シャー2世の死後、その後継者は皇帝ではなく藩王として扱い、ムガル帝国を藩王国とすることを決定した。だが、ダルフージーのこの計画は本国政府の反対で挫折した。
このように、イギリスは反抗的な勢力をインドから一掃するとともに、ムガル帝国の名目的主権さえ奪おうとしたが、その前にイギリスによるインド支配に対する人々の不満が高まりつつあった。この頃、イギリスの長年の統治に対し、農民、商工業者、シパーヒー（インド人の兵士）、宗教関係者、知識人、旧支配層らは憤慨し、鬱積していた。ことに、1856年2月のアワド藩王国の理不尽な併合によって、それは頂点を極めた。
1857年5月、大規模な反英闘争、いわゆるインド大反乱（シパーヒーの乱、第一次インド独立戦争とも）が発生した。このとき、ムガル帝国はまだ、82歳の老皇帝バハードゥル・シャー2世が反乱軍の最高指導者として担ぎだされるほどの威光を保っていた。バハードゥル・シャー2世は反乱にあまり乗り気ではなかったが、彼らに身を委ねるほか選択肢はなかった。
デリーの反乱政府では、皇帝バハードゥル・シャー2世を名目上の君主とし、執行機関として兵士6人と一般人4人からなる「行政会議」が結成され（なお、行政会議はヒンドゥーとムスリムそれぞれ5人ずつからなっていた）、反乱軍総大将をバフト・ハーンに決定した。行政会議はザミーンダーリー制を廃止し、実際の土地耕作者にその土地の権利を認めるなど、民主制に似た体制が樹立された。
しかし、同年9月にバハードゥル・シャー2世はデリーが攻撃されると降伏してしまった。その後、1858年3月に彼はイギリスによる裁判で有罪とされ、ビルマへと流刑に処されて廃位させられた。
これにより、ティムール朝から数えて約500年続いた王朝は完全に消滅し、ムガル帝国は332年にわたるインドにおける歴史に幕を閉じた。

## 歴代君主
| 代数   | 肖像 | 名前                                           | 生年   | 在位                            | 没年   | 備考 |
| ------ | ---- | ---------------------------------------------- | ------ | ------------------------------- | ------ | --- |
| 初代   |      | バーブル                                       | 1483年 | 1526年 - 1530年                 | 1530年 | パーニーパットの戦い ムガル帝国の建国                                                                           |
| 第2代  |      | フマーユーン                                   | 1508年 | 1530年 - 1540年 1555年 - 1556年 | 1556年 | スール朝による支配中断                                                                                          |
| 第3代  |      | アクバル                                       | 1542年 | 1556年 - 1605年                 | 1605年 | 第二次パーニーパットの戦い ラージプートとの同盟 ジズヤの廃止 ディーネ・イラーヒーの創始                         |
| 第4代  |      | ジャハーンギール                               | 1569年 | 1605年 - 1627年                 | 1627年 | 第一次ムガル・サファヴィー戦争                                                                                  |
| 第5代  |      | シャー・ジャハーン                             | 1592年 | 1627年 - 1658年                 | 1666年 | 第二次ムガル・サファヴィー戦争 タージ・マハルの建設                                                             |
| 第6代  |      | アウラングゼーブ （アーラムギール）            | 1618年 | 1658年 - 1707年                 | 1707年 | シヴァージーの反抗 ヒンドゥー教への弾圧 ジズヤの復活 デカン戦争 帝国の領土最大                                  |
| 第7代  |      | バハードゥル・シャー1世 （シャー・アーラム）   | 1643年 | 1707年 - 1712年                 | 1712年 | |
| 第8代  |      | ジャハーンダール・シャー                       | 1661年 | 1712年 年– 1713年               | 1713年 | ズルフィカール・ハーンによる改革（ジズヤの廃止など）                                                            |
| 第9代  |      | ファッルフシヤル                               | 1685年 | 1713年 - 1719年                 | 1719年 | サイイド兄弟による政治                                                                                          |
| 第10代 |      | ラフィー・ウッダラジャート                     | 1699年 | 1719年                          | 1719年 | |
| 第11代 |      | ラフィー・ウッダウラ （シャー・ジャハーン2世） | 1696年 | 1719年                          | 1719年 | |
| 第12代 |      | ムハンマド・シャー                             | 1702年 | 1719年 - 1748年                 | 1748年 | サイイド兄弟の排除 宰相・諸州の太守独立 マラーター王国によるデリー攻撃 ナーディル・シャーによるデリー略奪・破壊 |
| 第13代 |      | アフマド・シャー                               | 1725年 | 1748年 - 1754年                 | 1775年 | |
| 第14代 |      | アーラムギール2世                              | 1699年 | 1754年 - 1759年                 | 1759年 | |
| 第15代 |      | シャー・アーラム2世                            | 1728年 | 1759年 - 1806年                 | 1806年 | 第三次パーニーパットの戦い ブクサールの戦い 第二次マイソール戦争 イギリスの保護下に入る                         |
| 第16代 |      | アクバル2世                                    | 1760年 | 1806年 - 1837年                 | 1837年 | |
| 第17代 |      | バハードゥル・シャー2世                        | 1775年 | 1837年 - 1858年                 | 1862年 | インド大反乱によりビルマへ追放 ムガル帝国の滅亡                                                                 |

## 文化
ムガル帝国における文化で特筆すべき点は、建築と絵画、ペルシア語の詩文である。

### 建築
建築分野はペルシアの影響を残しつつも、インド的な要素を取り入れていった。ムガル帝国は首都をデリー、アーグラ、ラホールと度々、移動したため、各地でイスラーム建築が建設され、インド亜大陸における建築様式に影響を与えた。 
初代皇帝バーブルはアヨーディヤーにバーブリー・マスジドを建設した。また、バーブルの庭園に対する嗜好は子供たちに受け継がれ、ムガル建築の特色となった。ムガル建築が、飛躍的な発展を遂げたのは、アクバルの時代である。フマーユーン廟の建設は北インドにおける中央集権国家が確立した証左であった。
さらに、新都ファテープル・シークリーの建築群は、インドを代表する赤い石を使用し、木造建築を模した石造建築というインドの伝統的な建築工法を導入した。
庭園はジャハーンギールも好んでおり、風光明媚であるカシミール地方に多くの庭園を建設した。その代表例がシュリーナガルのシャーラマール庭園である。
シャー・ジャハーンの嗜好は白大理石であったといわれ、特にタージ・マハルが名高い。デリーの赤い城のように赤砂岩を用いた建築物も残しているが、皇帝の私的空間には白大理石を好んで使用した。
アウラングゼーブは、ラホールにバードシャーヒー・モスクを建設した。

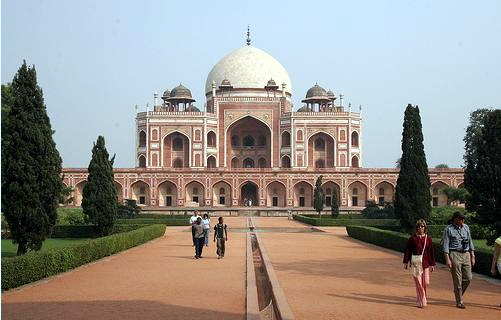
フマーユーン廟
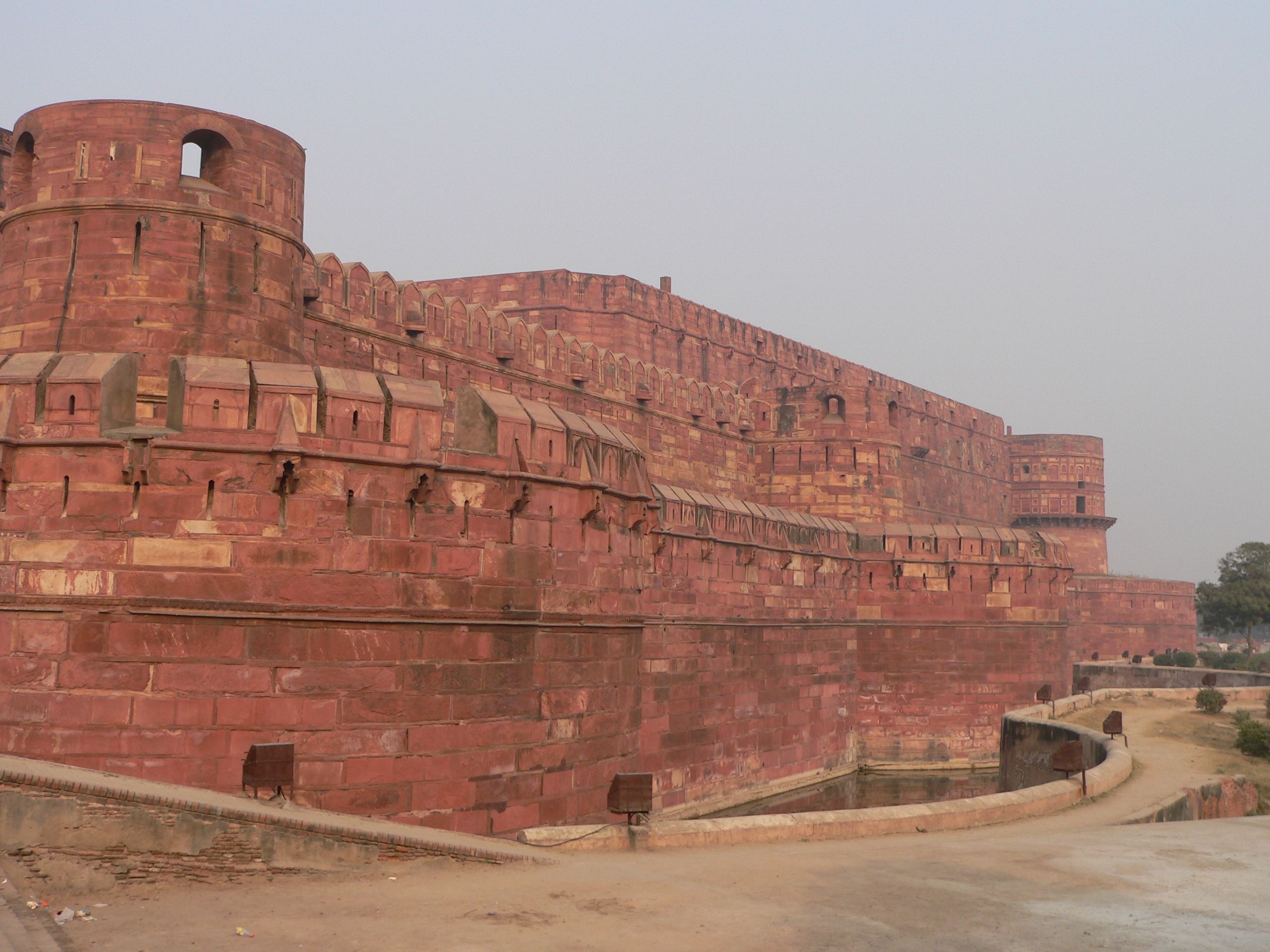
アーグラ城塞
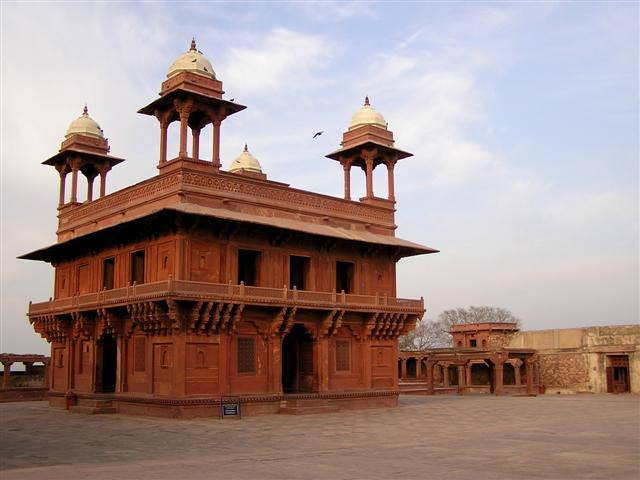
ファテープル・シークリー
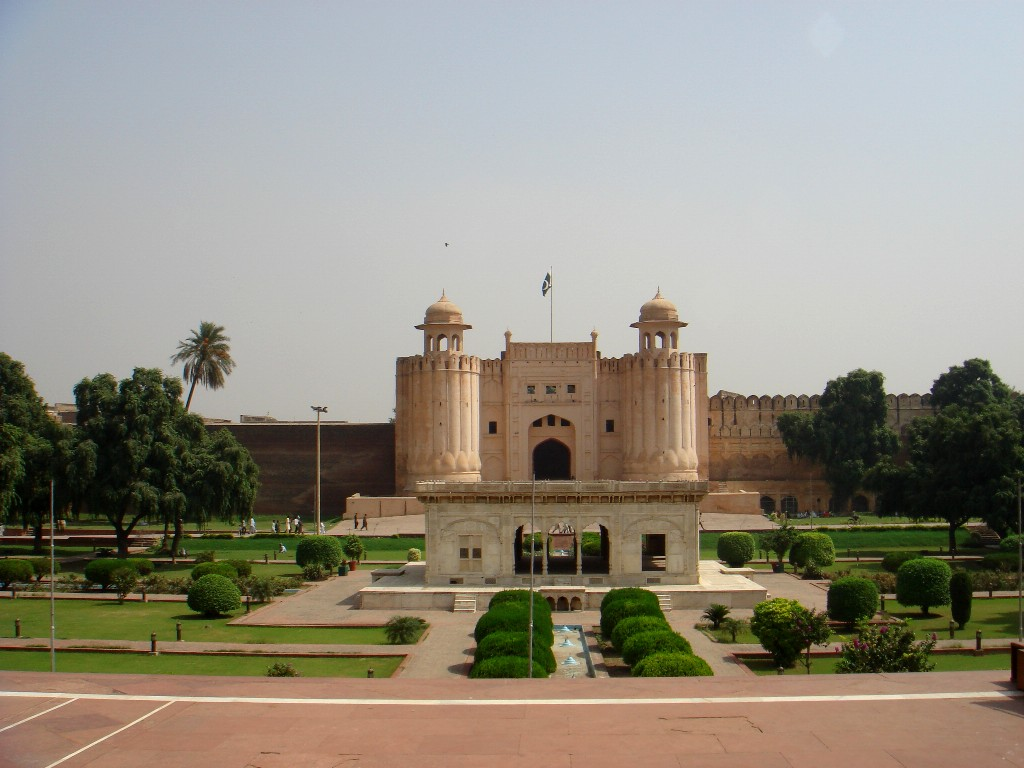
ラホール城
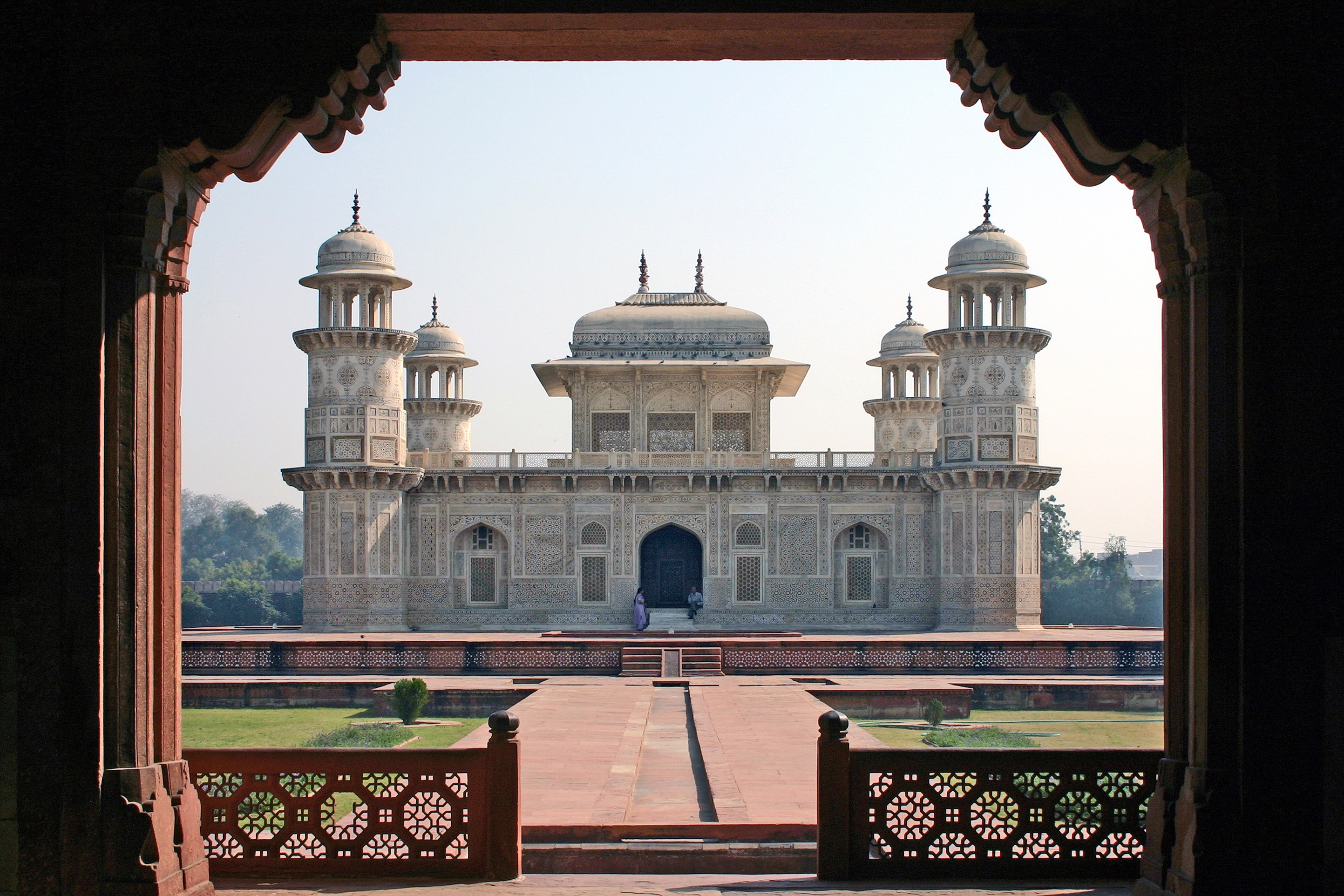
アーグラのミールザー・ギヤース・ベグの墓
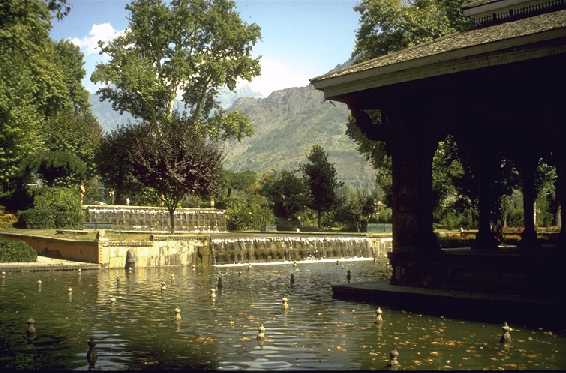
シュリーナガルのシャーラマール庭園
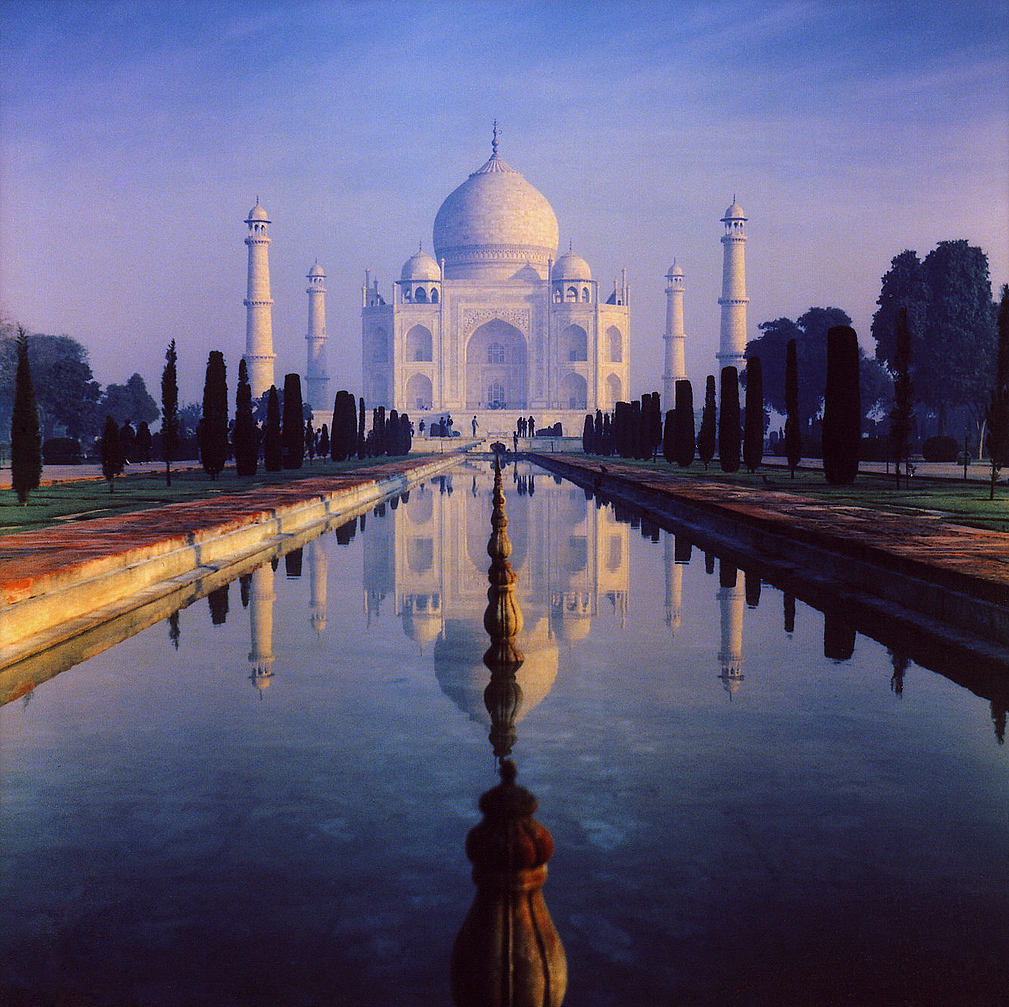
タージ・マハル
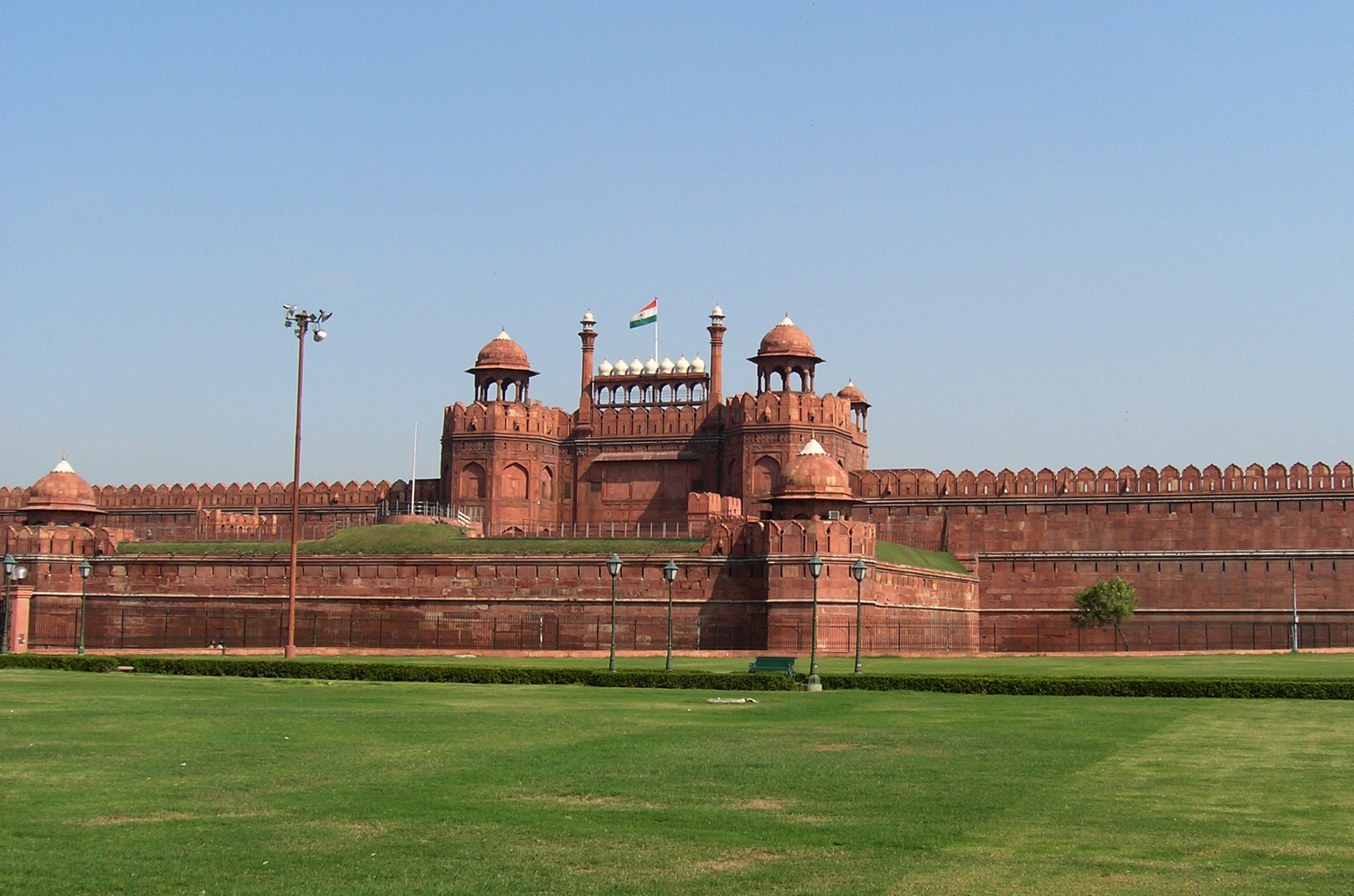
デリー城
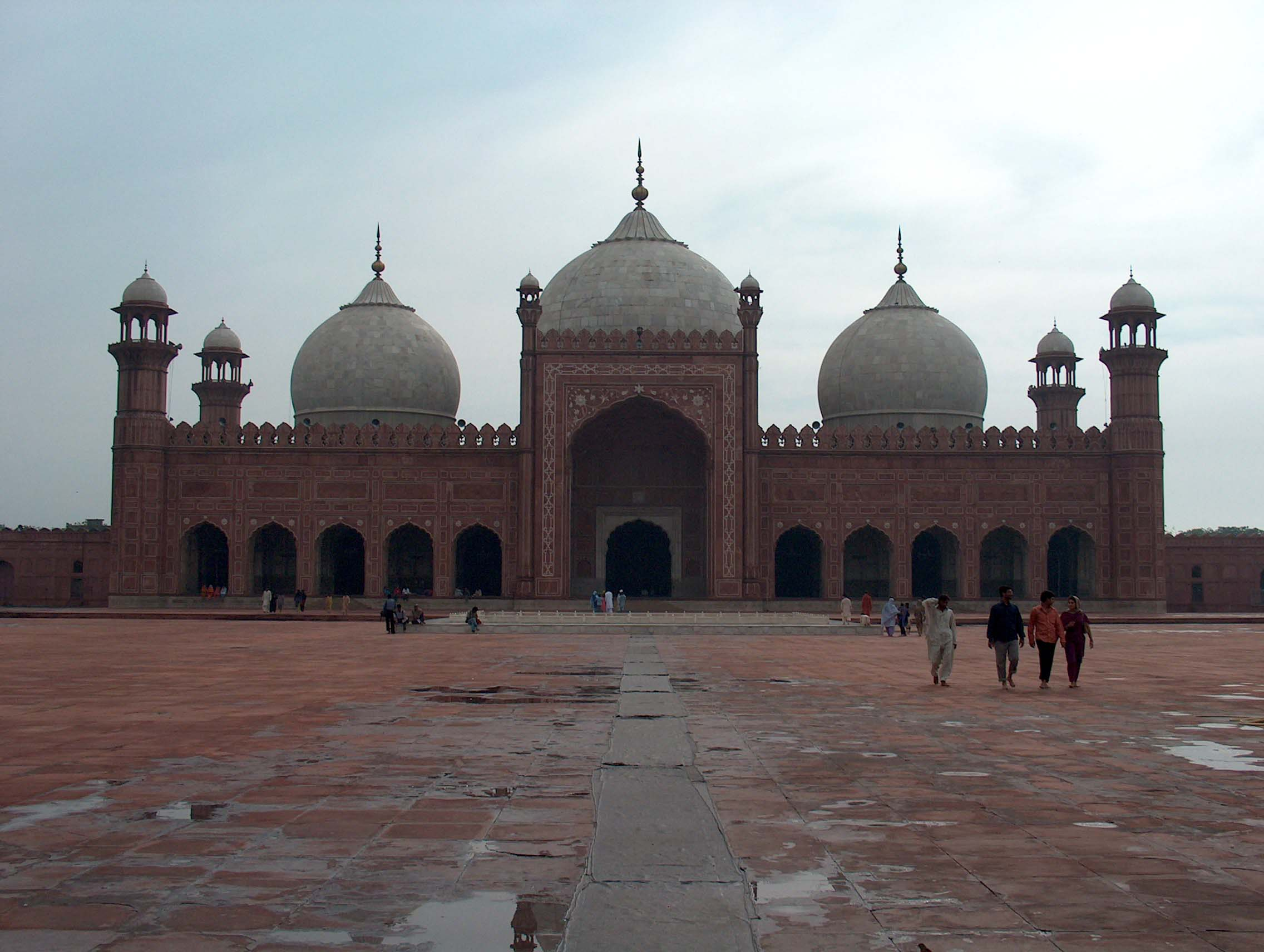
ラホールのバードシャーヒー・モスク

### 絵画
フマーユーンはスール朝との抗争で、サファヴィー朝のタフマースプ1世の宮廷に身を寄せた時期があったが、その際に、フマーユーンはペルシアの細密画に触れる事となった。ムガル絵画は、フマーユーンがペルシアから2人の画家を連れて帰った事を出発点とする。ムガル帝国が成長するにつれ、ヒンドゥーの要素を取り入れながら、発展を遂げていった。肖像画、動物や植物、風景、『マハーバーラタ』や『ラーマーヤナ』といった叙事詩を題材に採用した。

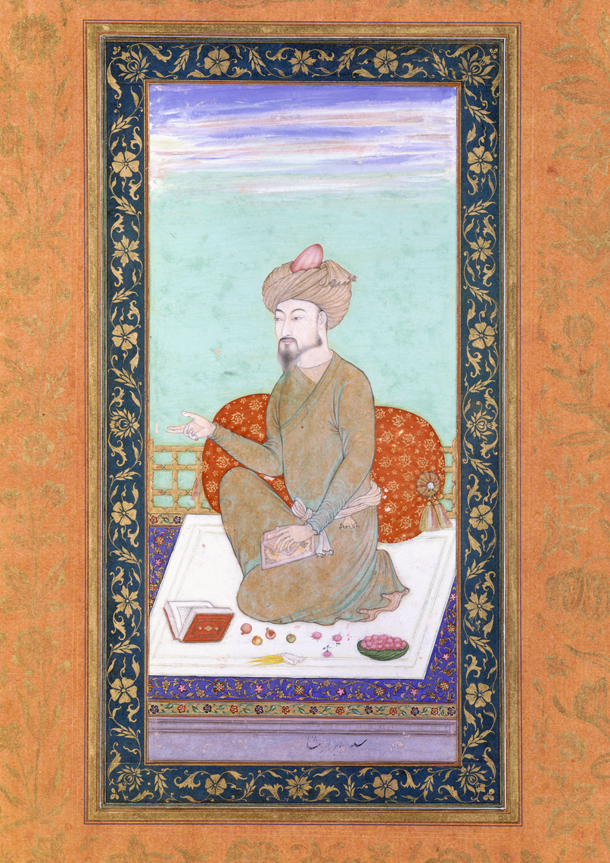
バーブル
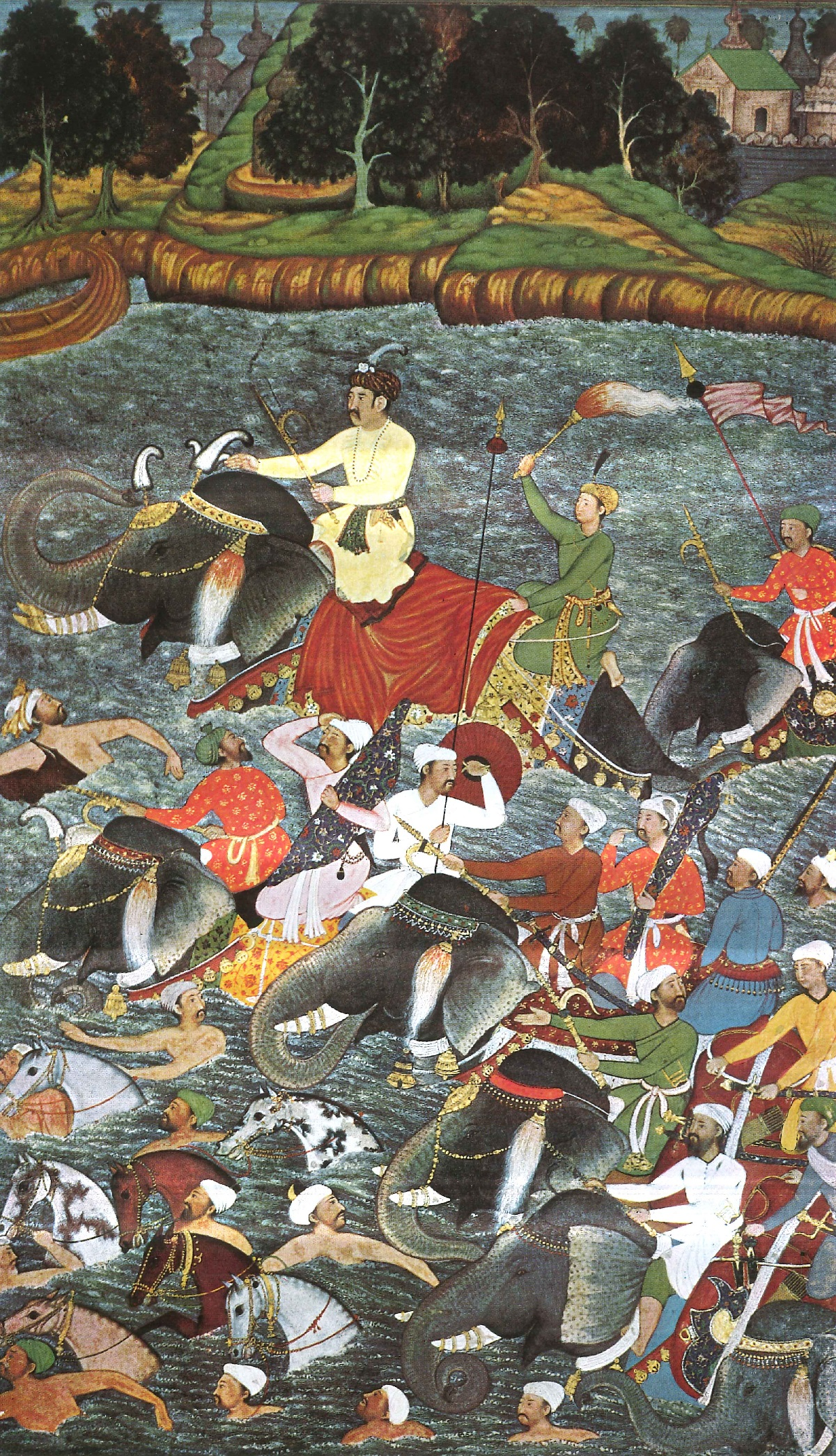
アクバル
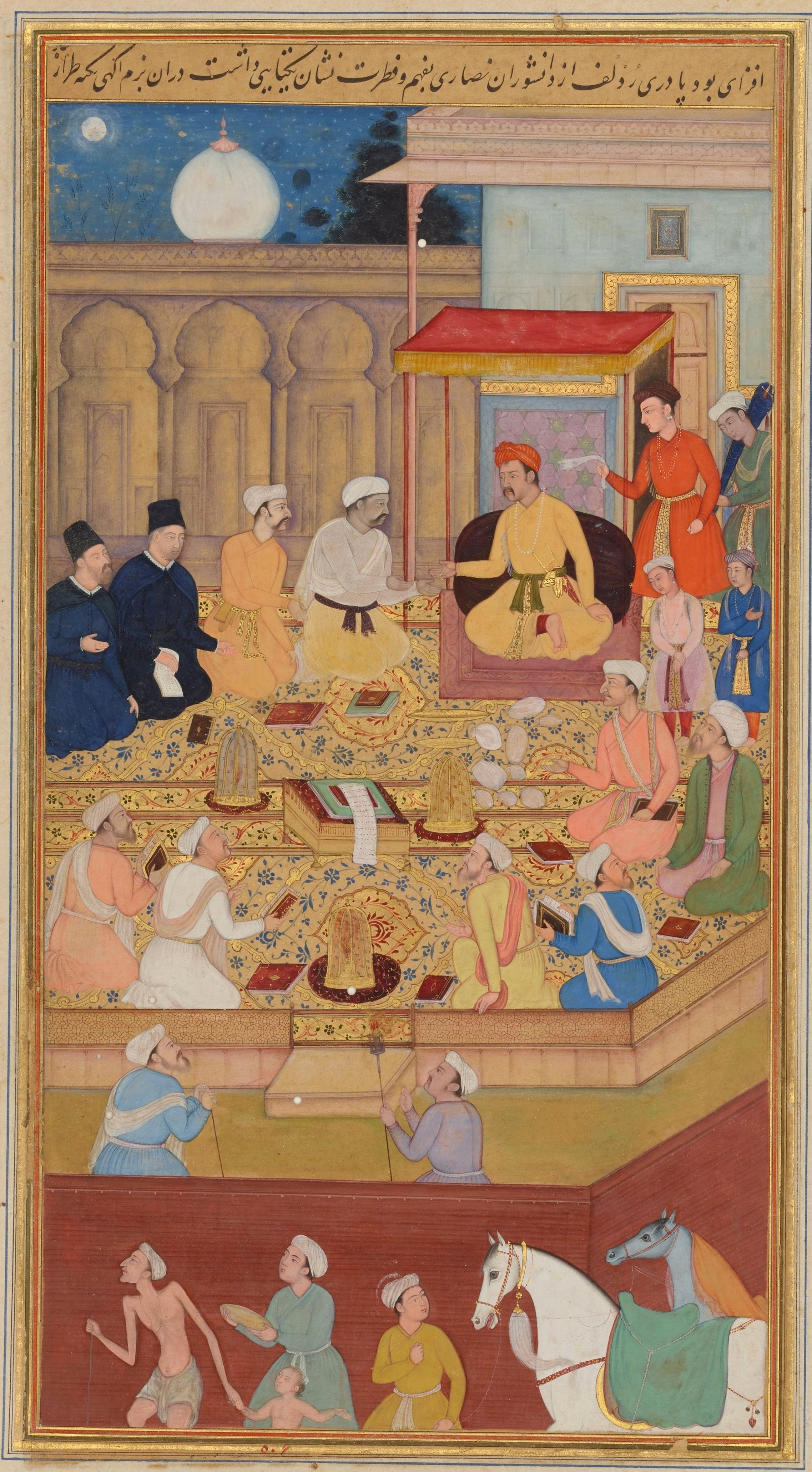
宮廷に招かれたイエズス会士とアクバル
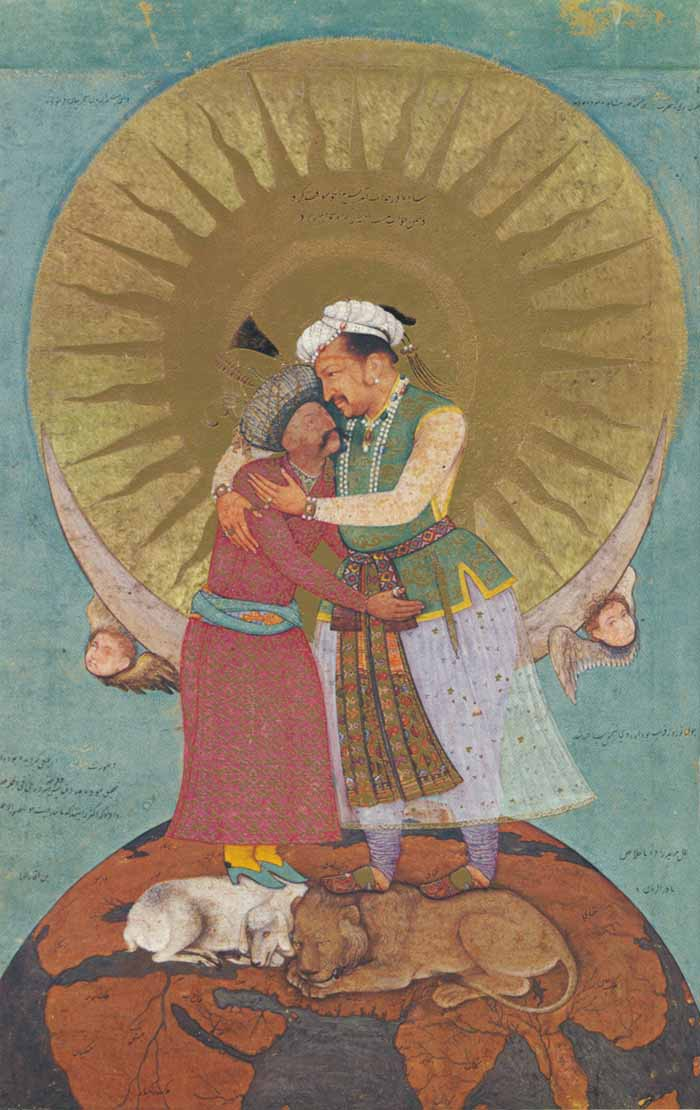
ジャーハンギール（右）とアッバース1世（サファヴィー朝）
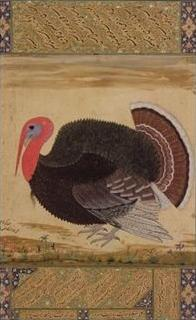
ジャハーンギール時代の絵師ウスタード・マンスール（英語版）による鳥（Truthahn）
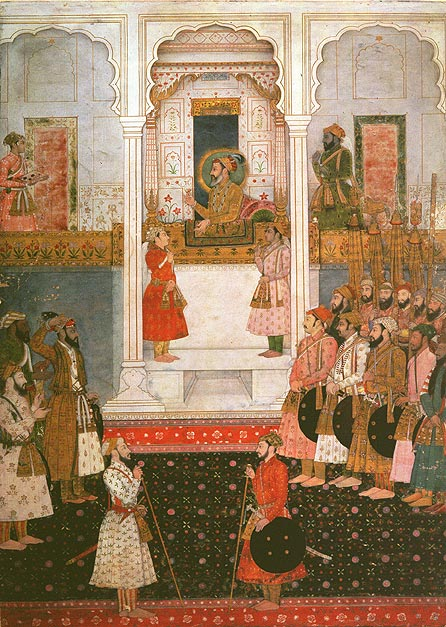
シャー・ジャハーン
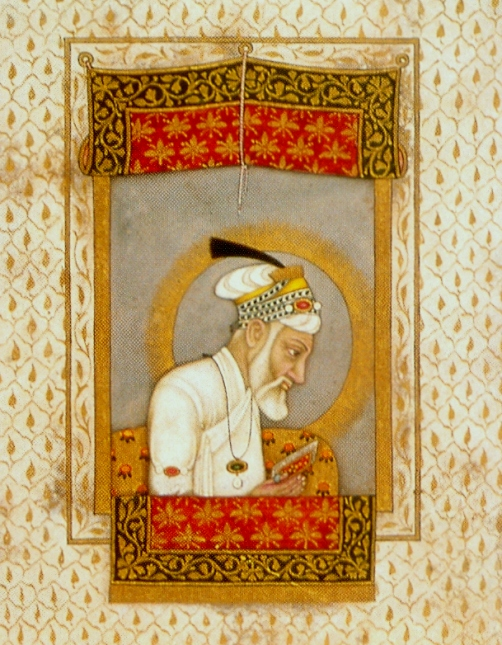
クルアーンを読むアウラングゼーブ

### 文学
『マハーバーラタ』や『ラーマーヤナ』など古典がペルシア語に翻訳され、18世紀以降はヒンディー語やウルドゥー語の詩も次第に栄えた。ウルドゥー文学では、恋愛詩を書いたミール・タキー・ミールや、ペルシア語彙を用いた複雑な作風のガーリブらが有名である。帝国末期にはデリーとラクナウを中心に詩が隆盛し、バハードゥル・シャー2世はウルドゥー詩を愛好し、自身がザファルと号する詩人でもあった。

### 服飾
繊緯に金糸や銀糸を織り込んで模様を浮織した織物（シェニール織）が特産とされ、日本では江戸時代に伝わった際にポルトガル語のmogolがなまりモール織と呼ばれるようになった。